# Schwimmweltmeisterschaften 2017
| Medaillenspiegel (Endstand nach 75 Entscheidungen) | Medaillenspiegel (Endstand nach 75 Entscheidungen) | Medaillenspiegel (Endstand nach 75 Entscheidungen) | Medaillenspiegel (Endstand nach 75 Entscheidungen) | Medaillenspiegel (Endstand nach 75 Entscheidungen) | Medaillenspiegel (Endstand nach 75 Entscheidungen) |
| Pl. | Land                                               | G                                                  | S                                                  | B                                                  | Gesamt                                             |
| --- | -------------------------------------------------- | -------------------------------------------------- | -------------------------------------------------- | -------------------------------------------------- | -------------------------------------------------- |
| 1 | USA                                                | 21                                                 | 12                                                 | 13                                                 | 46                                                 |
| 2 | China                                              | 12                                                 | 12                                                 | 6                                                  | 30                                                 |
| 3 | Russland                                           | 11                                                 | 6                                                  | 8                                                  | 25                                                 |
| 4 | Frankreich                                         | 6                                                  | 1                                                  | 2                                                  | 9                                                  |
| 5 | Großbritannien                                     | 5                                                  | 3                                                  | 3                                                  | 11                                                 |
| 6 | Italien                                            | 4                                                  | 3                                                  | 9                                                  | 16                                                 |
| 7 | Australien                                         | 3                                                  | 5                                                  | 4                                                  | 12                                                 |
| 8 | Schweden                                           | 3                                                  | 1                                                  | –                                                  | 4                                                  |
| 9 | Ungarn                                             | 2                                                  | 5                                                  | 2                                                  | 9                                                  |
| 10 | Brasilien                                          | 2                                                  | 4                                                  | 2                                                  | 8                                                  |
| 11 | Spanien                                            | 1                                                  | 5                                                  | –                                                  | 6                                                  |
| 12 | Niederlande                                        | 1                                                  | 4                                                  | 1                                                  | 6                                                  |
| 13 | Kanada                                             | 1                                                  | 1                                                  | 5                                                  | 7                                                  |
| 14 | Malaysia                                           | 1                                                  | –                                                  | 1                                                  | 2                                                  |
| 14 | Südafrika                                          | 1                                                  | –                                                  | 1                                                  | 2                                                  |
| 16 | Kroatien                                           | 1                                                  | –                                                  | –                                                  | 1                                                  |
| 17 | Japan                                              | –                                                  | 4                                                  | 5                                                  | 9                                                  |
| 18 | Ukraine                                            | –                                                  | 2                                                  | 7                                                  | 9                                                  |
| 19 | Deutschland                                        | –                                                  | 2                                                  | 1                                                  | 3                                                  |
| 20 | Mexiko                                             | –                                                  | 2                                                  | –                                                  | 2                                                  |
| 21 | Nordkorea                                          | –                                                  | 1                                                  | 1                                                  | 2                                                  |
| 22 | Ecuador                                            | –                                                  | 1                                                  | –                                                  | 1                                                  |
| 22 | Polen                                              | –                                                  | 1                                                  | –                                                  | 1                                                  |
| 22 | Tschechien                                         | –                                                  | 1                                                  | –                                                  | 1                                                  |
| 25 | Belarus                                            | –                                                  | –                                                  | 2                                                  | 2                                                  |
| 26 | Ägypten                                            | –                                                  | –                                                  | 1                                                  | 1                                                  |
| 26 | Dänemark                                           | –                                                  | –                                                  | 1                                                  | 1                                                  |
| 26 | Serbien                                            | –                                                  | –                                                  | 1                                                  | 1                                                  |
| 26 | Singapur                                           | –                                                  | –                                                  | 1                                                  | 1                                                  |
| Gesamt | Gesamt                                             | 75                                                 | 76 1                                               | 77 1                                               | 228                                                |
| 1 - 2 × Silber 200 m Freistil der Frauen - 2 × Bronze 100 m Schmetterling der Männer - 2 × Bronze 4 × 100 m Lagen Mixed - 2 × Bronze 10 km Freiwasser Frauen                                                                           |                                                    |                                                    |                                                    |                                                    |                                                    |
| Verteilung bei Zeitgleichheit: * 3 × 1. Platz = 3 × Gold, 0 × Silber, 0 × Bronze * 2 × 1. Platz = 2 × Gold, 0 × Silber, 1 × Bronze * 2 × 2. Platz = 1 × Gold, 2 × Silber, 0 × Bronze * 2 × 3. Platz = 1 × Gold, 1 × Silber, 2 × Bronze |                                                    |                                                    |                                                    |                                                    |                                                    |

Die 17. Schwimmweltmeisterschaften fanden vom 14. bis zum 30. Juli 2017 in der ungarischen Hauptstadt Budapest statt.
Der Schwimmweltverband (FINA) vergab die Veranstaltung am 15. Juli 2011 auf seinem Kongress am Rand der Schwimmweltmeisterschaften 2011 in Shanghai an die mexikanische Stadt Guadalajara. Die Stadt war zunächst mit ihrer Bewerbung um die Weltmeisterschaften 2015 der russischen Stadt Kasan unterlegen. Wegen der hohen Qualität der Kandidatur entschied die FINA jedoch erstmals in ihrer Geschichte, zwei Weltmeisterschaften gleichzeitig zu vergeben. Mexiko wäre damit zum ersten Mal Gastgeber der WM gewesen. Aus finanziellen Gründen gab Mexiko die WM zwei Jahre vor der Durchführung jedoch zurück, für die Veranstaltung hätten 100 Millionen US-Dollar investiert werden müssen. Die Vertragsstrafe für die Rückgabe betrug fünf Millionen Dollar.
Am 11. März 2015 vergab die FINA die Titelkämpfe an Budapest. Die Stadt war für die WM 2021 vorgesehen. Diese Weltmeisterschaften wurden neu ausgeschrieben und finden nun im japanischen Fukuoka statt.

## Austragungsorte

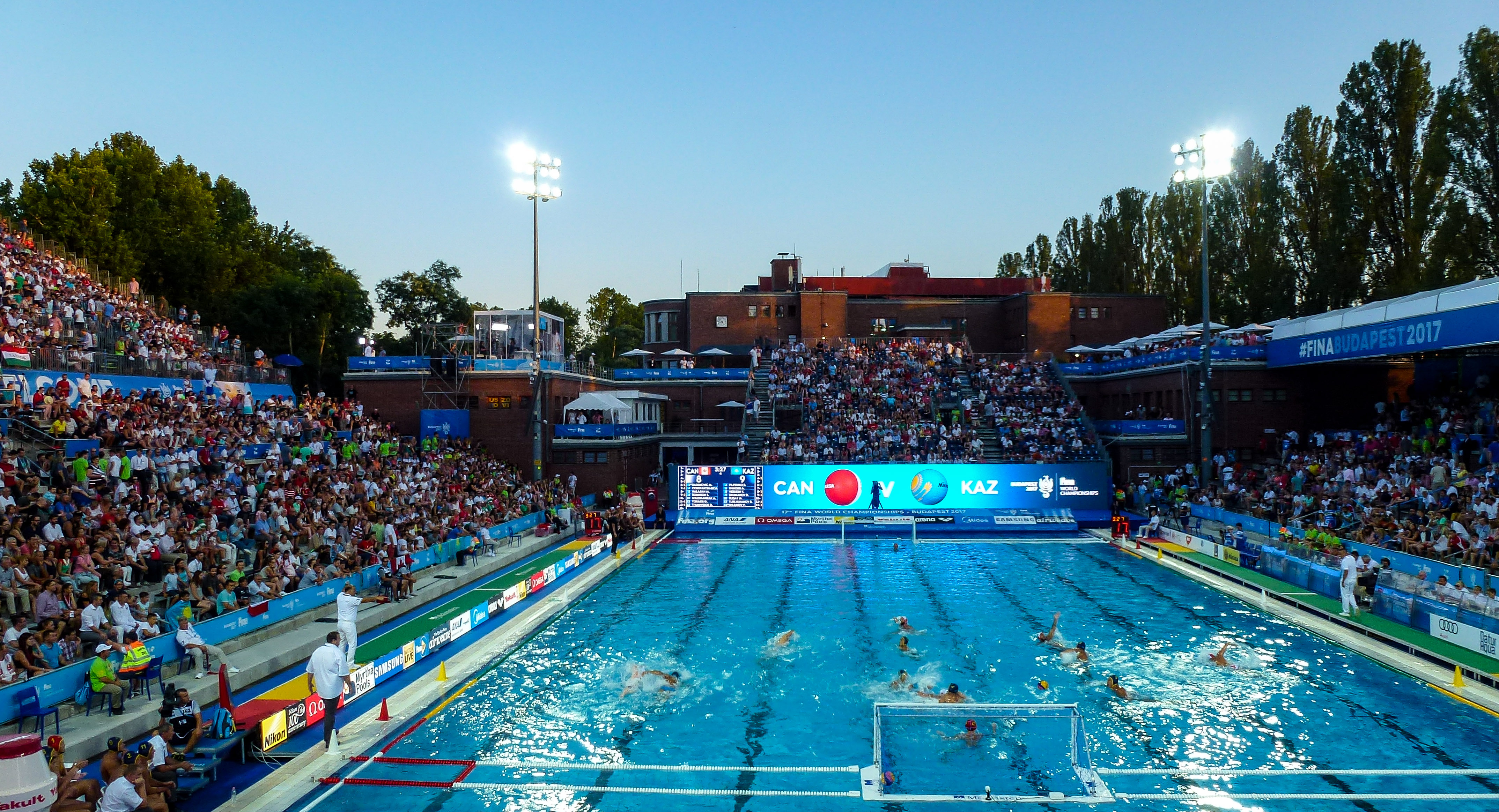
Alfréd Hajós Schwimmstadion während der FINA Schwimmweltmeisterschaften 2017

Die Schwimmweltmeisterschaften 2017 fanden an fünf Orten in Budapest statt, drei davon sind temporär für die Wettkämpfe errichtet worden.
Hauptarenen:
- Duna Aréna
- Alfréd Hajós Nemzeti Sportuszoda

Temporäre Sportstätten:
- Donau-Ufer
- Balaton-See
- Stadtwäldchen

Die Wettkämpfe im Bahnenschwimmen sowie im Turmspringen haben in der extra für die Weltmeisterschaften errichteten Duna Aréna stattgefunden, in der 12.500 Zuschauer Platz fanden. Die Wasserballspieler trugen ihre Wettkämpfe im Alfréd Hajós National Swimming Stadium aus. Die Wettbewerbe im Freiwasserschwimmen fanden im Balaton-See statt, am Ufer der Donau, unweit der Duna Aréna, kämpften die Klippenspringer in einer temporären Anlage um Medaillen. Im „Stadtwäldchen“ (ungarisch: Városliget) wurde für die Synchronschwimmer eine temporäre Anlage gebaut.

## Teilnehmer
An den diesjährigen Weltmeisterschaften nahmen 2.358 Athleten aus 182 Nationen sowie zwei Athleten mit Flüchtlingsstatus teil.
- Afghanistan (2)
- Ägypten (36)
- Albanien (4)
- Algerien (6)
- Amerikanisch-Samoa (1)
- Amerikanische Jungferninseln (1)
- Andorra (2)
- Angola (5)
- Antigua und Barbuda (4)
- Argentinien (13)
- Armenien (7)
- Aruba (5)
- Aserbaidschan (2)
- Australien (86)
- Bahamas (2)
- Bahrain (2)
- Bangladesch (3)
- Barbados (4)
- Belgien (4)
- Benin (3)
- Bolivien (6)
- Bosnien und Herzegowina (4)
- Botswana (4)
- Brasilien (61)
- Britische Jungferninseln (1)
- Brunei (2)
- Bulgarien (8)
- Burkina Faso (3)
- Burundi (3)
- Cayman Islands (1)
- Chile (8)
- China (93)
- Cookinseln (5)
- Costa Rica (16)
- Curaçao (1)
- Dänemark (15)
- Deutschland (52)
- Dominikanische Republik (3)
- Dschibuti (3)
- Ecuador (8)
- Elfenbeinküste (4)
- El Salvador (4)
- Estland (8)
- Färöer (4)
- Fidschi (3)
- Finnland (12)
- Flüchtlingsteam (2)
- Frankreich (59)
- Gabun (1)
- Gambia (2)
- Georgien (6)
- Ghana (4)
- Grenada (3)
- Griechenland (54)
- Guam (4)
- Guatemala (6)
- Guinea (3)
- Guyana (3)
- Haiti (6)
- Honduras (4)
- Hongkong (13)
- Indien (6)
- Indonesien (23)
- Irak (3)
- Iran (2)
- Irland (6)
- Island (4)
- Israel (32)
- Italien (89)
- Jamaika (5)
- Japan (76)
- Jemen (3)
- Jordanien (6)
- Kambodscha (3)
- Kanada (84)
- Kasachstan (46)
- Katar (2)
- Kenia (4)
- Kirgisistan (4)
- Kolumbien (19)
- Komoren (3)
- Kosovo (4)
- Kroatien (28)
- Kuba (13)
- Kuwait (2)
- Laos (3)
- Lettland (6)
- Libanon (4)
- Libyen (1)
- Liechtenstein (4)
- Litauen (11)
- Luxemburg (7)
- Macau (20)
- Madagaskar (4)
- Malawi (3)
- Malaysia (11)
- Malediven (4)
- Mali (3)
- Malta (2)
- Marokko (3)
- Marshallinseln (3)
- Mauritius (3)
- Mazedonien (2)
- Mexiko (43)
- Föderierte Staaten von Mikronesien (3)
- Moldau (4)
- Monaco (2)
- Mongolei (4)
- Montenegro (16)
- Mosambik (4)
- Namibia (5)
- Nepal (4)
- Neuseeland (31)
- Nicaragua (3)
- Niederlande (40)
- Niger (3)
- Nigeria (3)
- Nordkorea (17)
- Nördliche Marianen (4)
- Norwegen (3)
- Oman (1)
- Österreich (10)
- Osttimor (1)
- Pakistan (2)
- Palästina (3)
- Palau (3)
- Panama (6)
- Papua-Neuguinea (2)
- Paraguay (6)
- Peru (4)
- Philippinen (7)
- Polen (28)
- Portugal (12)
- Puerto Rico (4)
- Ruanda (3)
- Rumänien (6)
- Russland (89)
- Sambia (3)
- Samoa (2)
- Saudi-Arabien (2)
- Schweden (11)
- Schweiz (23)
- Senegal (5)
- Serbien (28)
- Seychellen (4)
- Sierra Leone (3)
- Simbabwe (4)
- Singapur (14)
- Slowakei (23)
- Slowenien (7)
- Spanien (53)
- Sri Lanka (4)
- St. Lucia (3)
- St. Vincent und die Grenadinen (2)
- Südafrika (60)
- Südkorea (26)
- Suriname (3)
- Swasiland (3)
- Syrien (4)
- Tadschikistan (4)
- Taiwan (9)
- Tansania (3)
- Thailand (4)
- Togo (2)
- Tonga (3)
- Trinidad und Tobago (2)
- Tschechien (23)
- Tunesien (6)
- Türkei (6)
- Turkmenistan (4)
- Uganda (3)
- Ukraine (40)
- Ungarn (84)
- Uruguay (4)
- Usbekistan (17)
- Venezuela (16)
- Vereinigte Arabische Emirate (1)
- Vereinigtes Königreich (51)
- Vereinigte Staaten (120)
- Vietnam (6)
- Belarus (28)
- Zentralafrikanische Republik (2)
- Zypern (4)

## Zeitplan und Sportarten
Es wurden 75 Wettbewerbe ausgetragen.
Legende zum nachfolgend dargestellten Wettkampfprogramm:
|  | Eröffnungs- und Abschluss-Zeremonie |  | Qualifikationswettkämpfe | x | Finalentscheidungen |

Letzte Spalte: Gesamtanzahl der Entscheidungen in den einzelnen Sportarten
| Zeitplan der Schwimmweltmeisterschaften 2017 (mit Anzahl der Entscheidungen) | Zeitplan der Schwimmweltmeisterschaften 2017 (mit Anzahl der Entscheidungen) | Zeitplan der Schwimmweltmeisterschaften 2017 (mit Anzahl der Entscheidungen) | Zeitplan der Schwimmweltmeisterschaften 2017 (mit Anzahl der Entscheidungen) | Zeitplan der Schwimmweltmeisterschaften 2017 (mit Anzahl der Entscheidungen) | Zeitplan der Schwimmweltmeisterschaften 2017 (mit Anzahl der Entscheidungen) | Zeitplan der Schwimmweltmeisterschaften 2017 (mit Anzahl der Entscheidungen) | Zeitplan der Schwimmweltmeisterschaften 2017 (mit Anzahl der Entscheidungen) | Zeitplan der Schwimmweltmeisterschaften 2017 (mit Anzahl der Entscheidungen) | Zeitplan der Schwimmweltmeisterschaften 2017 (mit Anzahl der Entscheidungen) | Zeitplan der Schwimmweltmeisterschaften 2017 (mit Anzahl der Entscheidungen) | Zeitplan der Schwimmweltmeisterschaften 2017 (mit Anzahl der Entscheidungen) | Zeitplan der Schwimmweltmeisterschaften 2017 (mit Anzahl der Entscheidungen) | Zeitplan der Schwimmweltmeisterschaften 2017 (mit Anzahl der Entscheidungen) | Zeitplan der Schwimmweltmeisterschaften 2017 (mit Anzahl der Entscheidungen) | Zeitplan der Schwimmweltmeisterschaften 2017 (mit Anzahl der Entscheidungen) | Zeitplan der Schwimmweltmeisterschaften 2017 (mit Anzahl der Entscheidungen) | Zeitplan der Schwimmweltmeisterschaften 2017 (mit Anzahl der Entscheidungen) | Zeitplan der Schwimmweltmeisterschaften 2017 (mit Anzahl der Entscheidungen) |
|                                                                              | Fr                                                                           | Sa                                                                           | So                                                                           | Mo                                                                           | Di                                                                           | Mi                                                                           | Do                                                                           | Fr                                                                           | Sa                                                                           | So                                                                           | Mo                                                                           | Di                                                                           | Mi                                                                           | Do                                                                           | Fr                                                                           | Sa                                                                           | So                                                                           |                                                                              |
| Juli                                                                         | 14.                                                                          | 15.                                                                          | 16.                                                                          | 17.                                                                          | 18.                                                                          | 19.                                                                          | 20.                                                                          | 21.                                                                          | 22.                                                                          | 23.                                                                          | 24.                                                                          | 25.                                                                          | 26.                                                                          | 27.                                                                          | 28.                                                                          | 29.                                                                          | 30.                                                                          | Gesamt                                                                       |
| ---------------------------------------------------------------------------- | ---------------------------------------------------------------------------- | ---------------------------------------------------------------------------- | ---------------------------------------------------------------------------- | ---------------------------------------------------------------------------- | ---------------------------------------------------------------------------- | ---------------------------------------------------------------------------- | ---------------------------------------------------------------------------- | ---------------------------------------------------------------------------- | ---------------------------------------------------------------------------- | ---------------------------------------------------------------------------- | ---------------------------------------------------------------------------- | ---------------------------------------------------------------------------- | ---------------------------------------------------------------------------- | ---------------------------------------------------------------------------- | ---------------------------------------------------------------------------- | ---------------------------------------------------------------------------- | ---------------------------------------------------------------------------- | ---------------------------------------------------------------------------- |
| Eröffnung/Abschluss                                                          |                                                                              |                                                                              |                                                                              |                                                                              |                                                                              |                                                                              |                                                                              |                                                                              |                                                                              |                                                                              |                                                                              |                                                                              |                                                                              |                                                                              |                                                                              |                                                                              |                                                                              |                                                                              |
| Freiwasserschwimmen                                                          |                                                                              | 1                                                                            | 1                                                                            |                                                                              | 1                                                                            | 1                                                                            | 1                                                                            | 2                                                                            |                                                                              |                                                                              |                                                                              |                                                                              |                                                                              |                                                                              |                                                                              |                                                                              |                                                                              | 7                                                                            |
| Klippenspringen                                                              |                                                                              |                                                                              |                                                                              |                                                                              |                                                                              |                                                                              |                                                                              |                                                                              |                                                                              |                                                                              |                                                                              |                                                                              |                                                                              |                                                                              |                                                                              | 1                                                                            | 1                                                                            | 2                                                                            |
| Schwimmen                                                                    |                                                                              |                                                                              |                                                                              |                                                                              |                                                                              |                                                                              |                                                                              |                                                                              |                                                                              | 4                                                                            | 4                                                                            | 5                                                                            | 5                                                                            | 5                                                                            | 5                                                                            | 6                                                                            | 8                                                                            | 42                                                                           |
| Synchronschwimmen                                                            |                                                                              | 1                                                                            | 1                                                                            | 1                                                                            | 1                                                                            | 1                                                                            | 1                                                                            | 1                                                                            | 2                                                                            |                                                                              |                                                                              |                                                                              |                                                                              |                                                                              |                                                                              |                                                                              |                                                                              | 9                                                                            |
| Wasserball                                                                   |                                                                              |                                                                              |                                                                              |                                                                              |                                                                              |                                                                              |                                                                              |                                                                              |                                                                              |                                                                              |                                                                              |                                                                              |                                                                              |                                                                              | 1                                                                            | 1                                                                            |                                                                              | 2                                                                            |
| Wasserspringen                                                               |                                                                              | 3                                                                            | 2                                                                            | 2                                                                            | 1                                                                            | 1                                                                            | 1                                                                            | 1                                                                            | 2                                                                            |                                                                              |                                                                              |                                                                              |                                                                              |                                                                              |                                                                              |                                                                              |                                                                              | 13                                                                           |
| Finalentscheidungen                                                          |                                                                              | 5                                                                            | 4                                                                            | 3                                                                            | 3                                                                            | 3                                                                            | 3                                                                            | 4                                                                            | 4                                                                            | 4                                                                            | 4                                                                            | 5                                                                            | 5                                                                            | 5                                                                            | 6                                                                            | 8                                                                            | 9                                                                            | 75                                                                           |

## Abkürzungen
| - WR = Weltrekord - CR = Weltmeisterschaftsrekord - ER = Europarekord - AM = Amerikarekord | - OC = Ozeanienrekord - AF = Afrikarekord - AS = Asienrekord |

## Beckenschwimmen
| Medaillenspiegel Beckenschwimmen                                                                                   | Medaillenspiegel Beckenschwimmen | Medaillenspiegel Beckenschwimmen | Medaillenspiegel Beckenschwimmen | Medaillenspiegel Beckenschwimmen | Medaillenspiegel Beckenschwimmen |
| Platz | Land                             | G                                | S                                | B                                | Gesamt                           |
| --- | -------------------------------- | -------------------------------- | -------------------------------- | -------------------------------- | -------------------------------- |
| 1 | Verein. Staaten                  | 18                               | 10                               | 10                               | 38                               |
| 2 | Großbritannien                   | 4                                | 1                                | 2                                | 7                                |
| 3 | China                            | 3                                | 3                                | 4                                | 10                               |
| | Russland                         | 3                                | 3                                | 4                                | 10                               |
| 5 | Schweden                         | 3                                | 1                                | -                                | 4                                |
| 6 | Italien                          | 3                                | -                                | 3                                | 6                                |
| 7 | Ungarn                           | 2                                | 4                                | 2                                | 8                                |
| 8 | Australien                       | 1                                | 5                                | 4                                | 10                               |
| 9 | Brasilien                        | 1                                | 4                                | -                                | 5                                |
| 10 | Spanien                          | 1                                | 2                                | -                                | 3                                |
| 11 | Kanada                           | 1                                | -                                | 3                                | 4                                |
| 12 | Frankreich                       | 1                                | -                                | 1                                | 2                                |
| | Südafrika                        | 1                                | -                                | 1                                | 2                                |
| 14 | Japan                            | -                                | 4                                | 3                                | 7                                |
| 15 | Niederlande                      | -                                | 3                                | 1                                | 4                                |
| 16 | Ukraine                          | -                                | 1                                | 1                                | 2                                |
| 17 | Deutschland                      | -                                | 1                                | -                                | 1                                |
| | Polen                            | -                                | 1                                | -                                | 1                                |
| 19 | Ägypten                          | -                                | -                                | 1                                | 1                                |
| | Dänemark                         | -                                | -                                | 1                                | 1                                |
| | Singapur                         | -                                | -                                | 1                                | 1                                |
| | Belarus                          | -                                | -                                | 1                                | 1                                |
| Gesamt | Gesamt                           | 42                               | 43*                              | 43*                              | 128                              |
| *2 × Silber 200 m Freistil der Frauen *2 × Bronze 100 m Schmetterling der Männer *2 × Bronze 4 × 100 m Lagen Mixed |                                  |                                  |                                  |                                  |                                  |

### Männer

#### Freistil
| Platz | Athlet              | Land                   | Zeit    |
| ----- | ------------------- | ---------------------- | ------- |
| 1     | Caeleb Dressel      | Vereinigte Staaten     | 21,15 s |
| 2     | Bruno Fratus        | Brasilien              | 21,27 s |
| 3     | Benjamin Proud      | Vereinigtes Königreich | 21,43 s |
| 4     | Wladimir Morosow    | Russland               | 21,46 s |
| 5     | Paweł Juraszek      | Polen                  | 21,47 s |
| 6     | Ari-Pekka Liukkonen | Finnland               | 21,67 s |
| 7     | Kristian Gkolomeev  | Griechenland           | 21,73 s |
| 8     | César Cielo         | Brasilien              | 21,83 s |

 Damian Wierling belegte in 21,93 s im Halbfinale Rang 12.

 Julien Henx belegte in 22,98 s im Vorlauf Rang 52.
| Platz | Athlet              | Land                   | Zeit    |
| ----- | ------------------- | ---------------------- | ------- |
| 1     | Caeleb Dressel      | Vereinigte Staaten     | 47,17 s |
| 2     | Nathan Adrian       | Vereinigte Staaten     | 47,87 s |
| 3     | Mehdy Metella       | Frankreich             | 47,89 s |
| 4     | Cameron McEvoy      | Australien             | 47,92 s |
| 5     | Duncan Scott        | Vereinigtes Königreich | 48,11 s |
| 5     | Marcelo Chierighini | Brasilien              | 48,11 s |
| 7     | Jack Cartwright     | Australien             | 48,24 s |
| 8     | Serhij Schewzow     | Ukraine                | 48,26 s |

 Damian Wierling belegte in 49,07 s im Vorlauf Rang 25.

 Julien Henx belegte in 50,06 s im Vorlauf Rang 49.
| Platz | Athlet             | Land                   | Zeit             |
| ----- | ------------------ | ---------------------- | ---------------- |
| 1     | Sun Yang           | China                  | 1:44,39 min (AS) |
| 2     | Townley Haas       | Vereinigte Staaten     | 1:45,04 min      |
| 3     | Alexander Krasnych | Russland               | 1:45,23 min      |
| 4     | Duncan Scott       | Vereinigtes Königreich | 1:45,27 min      |
| 5     | James Guy          | Vereinigtes Königreich | 1:45,36 min      |
| 6     | Dominik Kozma      | Ungarn                 | 1:45,54 min      |
| 7     | Michail Dowgaljuk  | Russland               | 1:46,02 min      |
| 8     | Park Tae-hwan      | Südkorea               | 1:47,11 min      |

 Felix Auböck belegte in 1:47,40 min im Vorlauf Rang 16.

 Clemens Rapp belegte in 1:47,69 min im Vorlauf Rang 20.

 Nils Liess belegte in 1:48,07 min im Vorlauf Rang 30.

 Poul Zellmann belegte in 1:48,67 min im Vorlauf Rang 34.

 Pit Brandenburger belegte in 1:51,14 min im Vorlauf Rang 51.
| Platz | Athlet         | Land                   | Zeit        |
| ----- | -------------- | ---------------------- | ----------- |
| 1     | Sun Yang       | China                  | 3:41,38 min |
| 2     | Mack Horton    | Australien             | 3:43,85 min |
| 3     | Gabriele Detti | Italien                | 3:43,93 min |
| 4     | Park Tae-hwan  | Südkorea               | 3:44,38 min |
| 5     | Felix Auböck   | Österreich             | 3:45,21 min |
| 6     | James Guy      | Vereinigtes Königreich | 3:45,58 min |
| 7     | Zane Grothe    | Vereinigte Staaten     | 3:45,86 min |
| 8     | David McKeon   | Australien             | 3:46,27 min |

 Poul Zellmann belegte in 3:50,88 min im Vorlauf Rang 20.
| Platz | Athlet               | Land               | Zeit             |
| ----- | -------------------- | ------------------ | ---------------- |
| 1     | Gabriele Detti       | Italien            | 7:40,77 min (ER) |
| 2     | Wojciech Wojdak      | Polen              | 7:41,73 min      |
| 3     | Gregorio Paltrinieri | Italien            | 7:42,44 min      |
| 4     | Henrik Christiansen  | Norwegen           | 7:44,21 min      |
| 5     | Sun Yang             | China              | 7:48,87 min      |
| 6     | Felix Auböck         | Österreich         | 7:51,20 min      |
| 7     | Florian Wellbrock    | Deutschland        | 7:52,27 min      |
| 8     | Zane Grothe          | Vereinigte Staaten | 7:52,43 min      |

| Platz | Athlet               | Land       | Zeit         |
| ----- | -------------------- | ---------- | ------------ |
| 1     | Gregorio Paltrinieri | Italien    | 14:35,85 min |
| 2     | Mychajlo Romantschuk | Ukraine    | 14:37,14 min |
| 3     | Mack Horton          | Australien | 14:47,70 min |
| 4     | Gabriele Detti       | Italien    | 14:52,07 min |
| 5     | Henrik Christiansen  | Norwegen   | 14:54,58 min |
| 6     | Serhij Frolow        | Ukraine    | 14:55,10 min |
| 7     | Wojciech Wojdak      | Polen      | 15:01,27 min |
| 8     | Jan Micka            | Tschechien | 15:09,28 min |

 Felix Auböck belegte in 15:02,78 min im Vorlauf Rang 12.

 Florian Wellbrock belegte in 15:07,43 min im Vorlauf Rang 17.

#### Rücken
| Platz | Athlet            | Land               | Zeit    |
| ----- | ----------------- | ------------------ | ------- |
| 1     | Camille Lacourt   | Frankreich         | 24,35 s |
| 2     | Jun’ya Koga       | Japan              | 24,51 s |
| 3     | Matt Grevers      | Vereinigte Staaten | 24,56 s |
| 4     | Jérémy Stravius   | Frankreich         | 24,61 s |
| 5     | Xu Jiayu          | China              | 24,74 s |
| 6     | Justin Ress       | Vereinigte Staaten | 24,77 s |
| 7     | Pawel Sankowitsch | Belarus            | 24,83 s |
| 8     | Jonatan Kopelev   | Israel             | 24,85 s |

 Marek Ulrich belegte in 25,27 s im Vorlauf Rang 20.
| Platz | Athlet                | Land               | Zeit    |
| ----- | --------------------- | ------------------ | ------- |
| 1     | Xu Jiayu              | China              | 52,44 s |
| 2     | Matt Grevers          | Vereinigte Staaten | 52,48 s |
| 3     | Ryan Murphy           | Vereinigte Staaten | 52,59 s |
| 4     | Ryōsuke Irie          | Japan              | 53,03 s |
| 5     | Grigori Tarassewitsch | Russland           | 53,12 s |
| 6     | Mitch Larkin          | Australien         | 53,24 s |
| 7     | Guilherme Guido       | Brasilien          | 53,66 s |
| 8     | Corey Main            | Neuseeland         | 53,87 s |

 Marek Ulrich belegte in 54,90 s im Vorlauf Rang 22.
| Platz | Athlet             | Land               | Zeit             |
| ----- | ------------------ | ------------------ | ---------------- |
| 1     | Jewgeni Rylow      | Russland           | 1:53,61 min (ER) |
| 2     | Ryan Murphy        | Vereinigte Staaten | 1:54,21 min      |
| 3     | Jacob Pebley       | Vereinigte Staaten | 1:55,06 min      |
| 4     | Kliment Kolesnikow | Russland           | 1:55,14 min      |
| 5     | Xu Jiayu           | China              | 1:55,26 min      |
| 6     | Péter Bernek       | Ungarn             | 1:55,58 min      |
| 7     | Ryōsuke Irie       | Japan              | 1:56,35 min      |
| 8     | Danas Rapšys       | Litauen            | 1:56,96 min      |

 Nils Liess belegte in 2:00,96 min im Vorlauf Rang 29.

#### Brust
| Platz | Athlet                | Land                   | Zeit         |
| ----- | --------------------- | ---------------------- | ------------ |
| 1     | Adam Peaty            | Vereinigtes Königreich | 25,99 s      |
| 2     | João Gomes Júnior     | Brasilien              | 26,52 s (AM) |
| 3     | Cameron van der Burgh | Südafrika              | 26,60 s      |
| 4     | Felipe Lima           | Brasilien              | 26,78 s      |
| 5     | Kevin Cordes          | Vereinigte Staaten     | 26,80 s      |
| 6     | Fabio Scozzoli        | Italien                | 26,91 s      |
| 7     | Kirill Prigoda        | Russland               | 27,01 s      |
| 8     | Ilja Schymanowitsch   | Belarus                | 27,27 s      |

 Adam Peaty stellte mit 26,10 s im Vorlauf einen neuen Weltrekord auf, welchen er im Halbfinale mit 25,95 s erneut unterbot.

 Cameron van der Burgh stellte mit 26,54 s im Vorlauf einen neuen Afrikarekord auf.

 João Gomes Júnior stellte mit 26,67 s im Vorlauf einen neuen Amerikarekord auf, welchen er im Finale mit 26,52 s erneut unterbot.

 Yasuhiro Koseki stellte mit 27,21 s im Vorlauf einen neuen Asienrekord auf, welchen er im Halbfinale mit 27,17 s erneut unterbot.
 Christian vom Lehn belegte in 27,68 s im Vorlauf Rang 23.

 Yannick Käser belegte in 27,84 s im Vorlauf Rang 29.
| Platz | Athlet             | Land                   | Zeit         |
| ----- | ------------------ | ---------------------- | ------------ |
| 1     | Adam Peaty         | Vereinigtes Königreich | 57,47 s (CR) |
| 2     | Kevin Cordes       | Vereinigte Staaten     | 58,79 s      |
| 3     | Kirill Prigoda     | Russland               | 59,05 s      |
| 4     | Yasuhiro Koseki    | Japan                  | 59,10 s      |
| 5     | Cody Miller        | Vereinigte Staaten     | 59,11 s      |
| 6     | Andrius Šidlauskas | Litauen                | 59,21 s      |
| 7     | Yan Zibei          | China                  | 59,42 s      |
| 8     | Ross Murdoch       | Vereinigtes Königreich | 59,45 s      |

 Adam Peaty stellte mit 57,75 s im Halbfinale einen neuen Weltmeisterschaftsrekord auf, welchen er im Finale mit 57,47 s erneut unterbot.

 Kevin Cordes stellte mit 58,64 s im Halbfinale einen neuen Amerikarekord auf.
 Yannick Käser belegte in 1:00,53 min im Vorlauf Rang 24.

 Christian vom Lehn belegte in 1:00,60 min im Vorlauf Rang 25.

 Laurent Carnol belegte in 1:01,91 min im Vorlauf Rang 35.

 Christopher Rothbauer belegte in 1:02,22 min im Vorlauf Rang 41.
| Platz | Athlet          | Land                   | Zeit                 |
| ----- | --------------- | ---------------------- | -------------------- |
| 1     | Anton Tschupkow | Russland               | 2:06,96 min (CR, ER) |
| 2     | Yasuhiro Koseki | Japan                  | 2:07,29 min          |
| 3     | Ippei Watanabe  | Japan                  | 2:07,47 min          |
| 4     | Ross Murdoch    | Vereinigtes Königreich | 2:08,12 min          |
| 5     | Nic Fink        | Vereinigte Staaten     | 2:08,56 min          |
| 6     | Kevin Cordes    | Vereinigte Staaten     | 2:08,68 min          |
| 7     | Ilja Chomenko   | Russland               | 2:09,18 min          |
| 8     | Matthew Wilson  | Australien             | 2:10,37 min          |

 Anton Tschupkow stellte mit 2:07,14 min im Halbfinale einen neuen Weltmeisterschaftsrekord und Europarekord auf.
 Marco Koch belegte in 2:09,61 min im Halbfinale Rang 11.

 Yannick Käser belegte in 2:12,19 min im Halbfinale Rang 16.

 Christopher Rothbauer belegte in 2:13,61 min im Vorlauf Rang 25.

 Laurent Carnol belegte in 2:14,87 min im Vorlauf Rang 27.

#### Schmetterling
| Platz | Athlet           | Land                   | Zeit    |
| ----- | ---------------- | ---------------------- | ------- |
| 1     | Benjamin Proud   | Vereinigtes Königreich | 22,75 s |
| 2     | Nicholas Santos  | Brasilien              | 22,79 s |
| 3     | Andrij Howorow   | Ukraine                | 22,84 s |
| 4     | Caeleb Dressel   | Vereinigte Staaten     | 22,89 s |
| 5     | Joseph Schooling | Singapur               | 22,95 s |
| 6     | Henrique Martins | Brasilien              | 23,14 s |
| 7     | Andrij Chlopzow  | Ukraine                | 23,31 s |
| 8     | Tim Phillips     | Vereinigte Staaten     | 23,38 s |

 Joseph Schooling stellte mit 23,05 s im Vorlauf einen neuen Asienrekord auf, welchen er mit 22,93 s im Halbfinale erneut unterbot.
 Damian Wierling belegte in 24,09 s im Vorlauf Rang 28.
| Platz | Athlet           | Land                   | Zeit    |
| ----- | ---------------- | ---------------------- | ------- |
| 1     | Caeleb Dressel   | Vereinigte Staaten     | 49,86 s |
| 2     | Kristóf Milák    | Ungarn                 | 50,62 s |
| 3     | Joseph Schooling | Singapur               | 50,83 s |
| 3     | James Guy        | Vereinigtes Königreich | 50,83 s |
| 5     | László Cseh      | Ungarn                 | 50,92 s |
| 6     | Li Zhuhao        | China                  | 50,96 s |
| 7     | Grant Irvine     | Australien             | 51,00 s |
| 8     | Mehdy Metella    | Frankreich             | 51,16 s |

 Marius Kusch belegte in 52,22 s im Vorlauf Rang 22.

 Nils Liess belegte in 53,50 s im Vorlauf Rang 38.
| Platz | Athlet          | Land               | Zeit        |
| ----- | --------------- | ------------------ | ----------- |
| 1     | Chad le Clos    | Südafrika          | 1:53,33 min |
| 2     | László Cseh     | Ungarn             | 1:53,72 min |
| 3     | Daiya Seto      | Japan              | 1:54,21 min |
| 4     | Tamás Kenderesi | Ungarn             | 1:54,73 min |
| 5     | Jack Conger     | Vereinigte Staaten | 1:54,88 min |
| 6     | Masato Sakai    | Japan              | 1:55,04 min |
| 7     | Viktor Bromer   | Dänemark           | 1:55,30 min |
| 8     | Antani Iwanow   | Bulgarien          | 1:55,98 min |

 Nils Liess belegte in 1:57,96 min im Vorlauf Rang 20.

 Patrick Staber belegte in 1:59,10 min im Vorlauf Rang 25.

#### Lagen
| Platz | Athlet             | Land                   | Zeit        |
| ----- | ------------------ | ---------------------- | ----------- |
| 1     | Chase Kalisz       | Vereinigte Staaten     | 1:55,56 min |
| 2     | Kōsuke Hagino      | Japan                  | 1:56,01 min |
| 3     | Wang Shun          | China                  | 1:56,28 min |
| 4     | Max Litchfield     | Vereinigtes Königreich | 1:56,86 min |
| 5     | Daiya Seto         | Japan                  | 1:56,97 min |
| 6     | Qin Haiyang        | China                  | 1:57,06 min |
| 7     | Philip Heintz      | Deutschland            | 1:57,43 min |
| 8     | Jérémy Desplanches | Schweiz                | 1:57,50 min |

 Raphaël Stacchiotti belegte in 2:01,60 min im Vorlauf Rang 23.

 Christoph Meier belegte in 2:03,15 min im Vorlauf Rang 27.
| Platz | Athlet           | Land                   | Zeit             |
| ----- | ---------------- | ---------------------- | ---------------- |
| 1     | Chase Kalisz     | Vereinigte Staaten     | 4:05,90 min (CR) |
| 2     | Dávid Verrasztó  | Ungarn                 | 4:08,38 min      |
| 3     | Daiya Seto       | Japan                  | 4:09,14 min      |
| 4     | Max Litchfield   | Vereinigtes Königreich | 4:09,62 min      |
| 5     | Jay Litherland   | Vereinigte Staaten     | 4:12,05 min      |
| 6     | Kōsuke Hagino    | Japan                  | 4:12,65 min      |
| 7     | Brandonn Almeida | Brasilien              | 4:13,00 min      |
| 8     | Richard Nagy     | Slowakei               | 4:16,33 min      |

 Jacob Heidtmann belegte in 4:17,68 min im Vorlauf Rang 13.

 Jérémy Desplanches belegte in 4:18,69 min im Vorlauf Rang 15.

 Patrick Staber belegte in 4:19,15 min im Vorlauf Rang 16.

 Christoph Meier belegte in 4:22,29 min im Vorlauf Rang 26.

#### Staffel
| Platz | Athleten                                                        | Land               | Zeit        |
| ----- | --------------------------------------------------------------- | ------------------ | ----------- |
| 1     | Caeleb Dressel Townley Haas Blake Pieroni Nathan Adrian         | Vereinigte Staaten | 3:10,06 min |
| 2     | Gabriel Santos Marcelo Chierighini César Cielo Bruno Fratus     | Brasilien          | 3:10,34 min |
| 3     | Dominik Kozma Nándor Németh Péter Holoda Richárd Bohus          | Ungarn             | 3:11,99 min |
| 4     | Danila Isotow Wladimir Morosow Nikita Lobinzew Nikita Koroljow  | Russland           | 3:12,58 min |
| 5     | Katsumi Nakamura Shinri Shioura Katsuhiro Matsumoto Jun’ya Koga | Japan              | 3:13,65 min |
| 6     | Yuri Kisil Markus Thormeyer Javier Acevedo Carson Olafson       | Kanada             | 3:15,25 min |
| -     | Jack Cartwright Zac Incerti Cameron McEvoy Alexander Graham     | Australien         | DSQ         |
| -     | Luca Dotto Ivano Vendrame Alessandro Miressi Filippo Magnini    | Italien            | DSQ         |

| Platz | Athleten                                                                   | Land                   | Zeit        |
| ----- | -------------------------------------------------------------------------- | ---------------------- | ----------- |
| 1     | Stephen Milne Nicholas Grainger Duncan Scott James Guy                     | Vereinigtes Königreich | 7:01,70 min |
| 2     | Michail Dowgaljuk Michail Wekowischtschew Danila Isotow Alexander Krasnych | Russland               | 7:02,68 min |
| 3     | Blake Pieroni Townley Haas Jack Conger Zane Grothe                         | Vereinigte Staaten     | 7:03,18 min |
| 4     | Clyde Lewis Mack Horton Alexander Graham Jack Cartwright                   | Australien             | 7:05,98 min |
| 5     | Kōsuke Hagino Naito Ehara Tsubasa Amai Katsuhiro Matsumoto                 | Japan                  | 7:07,68 min |
| 6     | Filippo Megli Gabriele Detti Filippo Magnini Luca Dotto                    | Italien                | 7:09,44 min |
| 7     | Kacper Majchrzak Filip Zaborowski Antoni Kałużyński Jan Świtkowski         | Polen                  | 7:09,62 min |
| 8     | Kyle Stolk Ferry Weertman Stan Pijnenburg Maarten Brzoskowski              | Niederlande            | 7:12,76 min |

 Die deutsche Staffel mit Philip Heintz, Poul Zellmann, Clemens Rapp und Jacob Heidtmann belegte in 7:11,03 min im Vorlauf Rang 9.
| Platz | Athleten                                                               | Land                   | Zeit             |
| ----- | ---------------------------------------------------------------------- | ---------------------- | ---------------- |
| 1     | Matt Grevers Kevin Cordes Caeleb Dressel Nathan Adrian                 | Vereinigte Staaten     | 3:27,91 min      |
| 2     | Chris Walker-Hebborn Adam Peaty James Guy Duncan Scott                 | Vereinigtes Königreich | 3:28,95 min      |
| 3     | Jewgeni Rylow Kirill Prigoda Alexander Popkow Wladimir Morosow         | Russland               | 3:29,76 min      |
| 4     | Ryōsuke Irie Yasuhiro Koseki Yuki Kobori Shinri Shioura                | Japan                  | 3:30,19 min (AS) |
| 5     | Guilherme Guido João Gomes Júnior Henrique Martins Marcelo Chierighini | Brasilien              | 3:31,53 min      |
| 6     | Xu Jiayu Yan Zibei Li Zhuhao Yu Hexin                                  | China                  | 3:31,65 min      |
| 7     | Richárd Bohus Dániel Gyurta Kristóf Milák Dominik Kozma                | Ungarn                 | 3:32,13 min      |
| 8     | Mikita Zmyh Ilja Schymanowitsch Jauhen Zurkin Arzjom Matschekin        | Belarus                | 3:33,63 min      |

 Die deutsche Staffel mit Marek Ulrich, Marco Koch, Marius Kusch und Damian Wierling belegte in 3:35,26 min im Vorlauf Rang 13.

### Frauen

#### Freistil
| Platz | Athletin                 | Land               | Zeit         |
| ----- | ------------------------ | ------------------ | ------------ |
| 1     | Sarah Sjöström           | Schweden           | 23,69 s      |
| 2     | Ranomi Kromowidjojo      | Niederlande        | 23,85 s      |
| 3     | Simone Manuel            | Vereinigte Staaten | 23,97 s (AM) |
| 4     | Pernille Blume           | Dänemark           | 24,00 s      |
| 5     | Aljaksandra Herassimenja | Belarus            | 24,46 s      |
| 6     | Liu Xiang                | China              | 24,58 s      |
| 6     | Anna Santamans           | Frankreich         | 24,58 s      |
| 6     | Bronte Campbell          | Australien         | 24,58 s      |

 Sarah Sjöström stellte mit 23,67 s im Halbfinale einen neuen Weltrekord auf.

 Farida Osman stellte mit 24,78 s im Vorlauf einen neuen Afrikarekord auf, welchen sie im Halbfinale mit 24,62 s erneut unterbot.
 Maria Ugolkova belegte in 25,47 s im Vorlauf Rang 26.

 Julie Meynen belegte in 25,67 s im Vorlauf Rang 31.
| Platz | Athletin            | Land               | Zeit         |
| ----- | ------------------- | ------------------ | ------------ |
| 1     | Simone Manuel       | Vereinigte Staaten | 52,27 s (AM) |
| 2     | Sarah Sjöström      | Schweden           | 52,31 s      |
| 3     | Pernille Blume      | Dänemark           | 52,69 s      |
| 4     | Mallory Comerford   | Vereinigte Staaten | 52,77 s      |
| 5     | Ranomi Kromowidjojo | Niederlande        | 52,78 s      |
| 6     | Penny Oleksiak      | Kanada             | 52,94 s      |
| 7     | Bronte Campbell     | Australien         | 53,18 s      |
| 8     | Emma McKeon         | Australien         | 53,21 s      |

 Simone Manuel stellte mit 52,69 s im Halbfinale einen neuen Amerikarekord auf.
 Julie Meynen belegte in 55,99 s im Vorlauf Rang 29.
| Platz | Athletin            | Land               | Zeit        |
| ----- | ------------------- | ------------------ | ----------- |
| 1     | Federica Pellegrini | Italien            | 1:54,73 min |
| 2     | Katie Ledecky       | Vereinigte Staaten | 1:55,18 min |
| 2     | Emma McKeon         | Australien         | 1:55,18 min |
| 4     | Weronika Popowa     | Russland           | 1:55,26 min |
| 5     | Siobhan Haughey     | Hongkong           | 1:55,96 min |
| 6     | Leah Smith          | Vereinigte Staaten | 1:56,06 min |
| 7     | Katinka Hosszú      | Ungarn             | 1:56,35 min |
| 8     | Charlotte Bonnet    | Frankreich         | 1:56,62 min |

 Maria Ugolkova belegte in 1:59,13 min im Vorlauf Rang 18.

 Monique Olivier belegte in 2:03,26 min im Vorlauf Rang 31.

 Julia Hassler ist trotz Meldung nicht zum Wettbewerb angetreten.
| Platz | Athletin        | Land               | Zeit             |
| ----- | --------------- | ------------------ | ---------------- |
| 1     | Katie Ledecky   | Vereinigte Staaten | 3:58,34 min (CR) |
| 2     | Leah Smith      | Vereinigte Staaten | 4:01,54 min      |
| 3     | Li Bingjie      | China              | 4:03,25 min      |
| 4     | Ariarne Titmus  | Australien         | 4:04,26 min      |
| 5     | Boglárka Kapás  | Ungarn             | 4:04,77 min      |
| 6     | Ajna Késely     | Ungarn             | 4:05,75 min      |
| 7     | Zhang Yuhan     | China              | 4:06,03 min      |
| 8     | Weronika Popowa | Russland           | 4:07,59 min      |

 Katie Ledecky stellte mit 3:59,06 min im Vorlauf einen neuen Weltmeisterschaftsrekord auf, welchen sie im Finale mit 3:58,34 min erneut unterbot.
 Julia Hassler belegte in 4:17,5 min im Vorlauf Rang 20.

 Monique Olivier belegte in 4:18,04 min im Vorlauf Rang 22.
| Platz | Athletin          | Land                   | Zeit        |
| ----- | ----------------- | ---------------------- | ----------- |
| 1     | Katie Ledecky     | Vereinigte Staaten     | 8:12,68 min |
| 2     | Li Bingjie        | China                  | 8:15,46 min |
| 3     | Leah Smith        | Vereinigte Staaten     | 8:17,22 min |
| 4     | Mireia Belmonte   | Spanien                | 8:23,30 min |
| 5     | Boglárka Kapás    | Ungarn                 | 8:24,41 min |
| 6     | Zhang Yuhan       | China                  | 8:26,06 min |
| 7     | Simona Quadarella | Italien                | 8:26,50 min |
| 8     | Holly Hibbott     | Vereinigtes Königreich | 8:38,63 min |

 Julia Hassler belegte in 8:34,13 min im Vorlauf Rang 10.

 Celine Rieder belegte in 8:34,16 min im Vorlauf Rang 11.

 Monique Olivier belegte in 8:54,27 min im Vorlauf Rang 25.
| Platz | Athletin          | Land               | Zeit         |
| ----- | ----------------- | ------------------ | ------------ |
| 1     | Katie Ledecky     | Vereinigte Staaten | 15:31,82 min |
| 2     | Mireia Belmonte   | Spanien            | 15:50,89 min |
| 3     | Simona Quadarella | Italien            | 15:53,86 min |
| 4     | Boglárka Kapás    | Ungarn             | 16:06,27 min |
| 5     | Hou Yawen         | China              | 16:08,10 min |
| 6     | Kristel Köbrich   | Chile              | 16:13,46 min |
| 7     | Julia Hassler     | Liechtenstein      | 16:14,86 min |
| 8     | Ajna Késely       | Ungarn             | 16:22,87 min |

 Celine Rieder belegte in 16:25,99 min im Vorlauf Rang 12.

#### Rücken
| Platz | Athletin                 | Land                   | Zeit         |
| ----- | ------------------------ | ---------------------- | ------------ |
| 1     | Etiene Medeiros          | Brasilien              | 27,14 s (AM) |
| 2     | Fu Yuanhui               | China                  | 27,15 s      |
| 3     | Aljaksandra Herassimenja | Belarus                | 27,23 s (ER) |
| 4     | Emily Seebohm            | Australien             | 27,37 s (OC) |
| 5     | Kathleen Baker           | Vereinigte Staaten     | 27,50 s      |
| 6     | Wang Xueer               | China                  | 27,55 s      |
| 7     | Holly Barratt            | Australien             | 27,60 s      |
| 8     | Georgia Davies           | Vereinigtes Königreich | 27,61 s      |

 Etiene Medeiros stellte mit 27,18 s im Halbfinale einen neuen Amerikarekord auf, den sie im Finale noch verbesserte.
 Caroline Pilhatsch belegte in 28,45 s im Vorlauf Rang 22.
| Platz | Athletin              | Land                   | Zeit         |
| ----- | --------------------- | ---------------------- | ------------ |
| 1     | Kylie Masse           | Kanada                 | 58,10 s (WR) |
| 2     | Kathleen Baker        | Vereinigte Staaten     | 58,58 s      |
| 3     | Emily Seebohm         | Australien             | 58,59 s      |
| 4     | Olivia Smoliga        | Vereinigte Staaten     | 58,77 s      |
| 5     | Anastassija Fessikowa | Russland               | 58,83 s      |
| 6     | Darja K. Ustinowa     | Russland               | 59,50 s      |
| 7     | Simona Baumrtová      | Tschechien             | 59,71 s      |
| 8     | Kathleen Dawson       | Vereinigtes Königreich | 59,90 s      |

 Kylie Masse stelle mit 58,18 s im Halbfinale einen neuen Amerikarekord auf, den sie im Finale noch verbesserte.
 Caroline Pilhatsch belegte in 1:02,10 min im Vorlauf Rang 29.
| Platz | Athletin          | Land               | Zeit             |
| ----- | ----------------- | ------------------ | ---------------- |
| 1     | Emily Seebohm     | Australien         | 2:05,68 min (OC) |
| 2     | Katinka Hosszú    | Ungarn             | 2:05,85 min      |
| 3     | Kathleen Baker    | Vereinigte Staaten | 2:06,48 min      |
| 4     | Kaylee McKeown    | Australien         | 2:06,76 min      |
| 5     | Kylie Masse       | Kanada             | 2:07,04 min      |
| 6     | Hilary Caldwell   | Kanada             | 2:07,15 min      |
| 7     | Darja K. Ustinowa | Russland           | 2:07,35 min      |
| 8     | Regan Smith       | Vereinigte Staaten | 2:07,42 min      |

 Emily Seebohm stellte mit 2:05,81 min im Halbfinale den Ozeanienrekord ein und stellte im Finale mit 2:05,68 min einen neuen Ozeanienrekord auf.
 Lisa Graf belegte in 2:09,00 min im Halbfinale Rang 11.

 Martina van Berkel belegte in 2:14,34 min im Vorlauf Rang 23.

#### Brust
| Platz | Athletin            | Land                   | Zeit         |
| ----- | ------------------- | ---------------------- | ------------ |
| 1     | Lilly King          | Vereinigte Staaten     | 29,40 s (WR) |
| 2     | Julija Jefimowa     | Russland               | 29,57 s      |
| 3     | Katie Meili         | Vereinigte Staaten     | 29,99 s      |
| 4     | Rūta Meilutytė      | Litauen                | 30,20 s      |
| 5     | Jennie Johansson    | Schweden               | 30,31 s      |
| 6     | Sarah Vasey         | Vereinigtes Königreich | 30,62 s      |
| 7     | Arianna Castiglioni | Italien                | 30,74 s      |
| 8     | Rachel Nicol        | Kanada                 | 30,80 s      |

 Lilly King stellte mit 29,60 s im Halbfinale einen neuen Amerikarekord auf.
| Platz | Athletin        | Land                   | Zeit             |
| ----- | --------------- | ---------------------- | ---------------- |
| 1     | Lilly King      | Vereinigte Staaten     | 1:04,13 min (WR) |
| 2     | Katie Meili     | Vereinigte Staaten     | 1:05,03 min      |
| 3     | Julija Jefimowa | Russland               | 1:05,05 min      |
| 4     | Rūta Meilutytė  | Litauen                | 1:05,65 min      |
| 5     | Shi Jinglin     | China                  | 1:06,43 min      |
| 6     | Kierra Smith    | Kanada                 | 1:06,90 min      |
| 7     | Jessica Vall    | Spanien                | 1:06,95 min      |
| 8     | Sarah Vasey     | Vereinigtes Königreich | 1:07,19 min      |

| Platz | Athletin        | Land                   | Zeit        |
| ----- | --------------- | ---------------------- | ----------- |
| 1     | Julija Jefimowa | Russland               | 2:19,64 min |
| 2     | Bethany Galat   | Vereinigte Staaten     | 2:21,77 min |
| 3     | Shi Jinglin     | China                  | 2:21,93 min |
| 4     | Lilly King      | Vereinigte Staaten     | 2:22,11 min |
| 5     | Kierra Smith    | Kanada                 | 2:22,23 min |
| 6     | Molly Renshaw   | Vereinigtes Königreich | 2:22,96 min |
| 7     | Taylor McKeown  | Australien             | 2:23,06 min |
| 8     | Jessica Vall    | Spanien                | 2:23,29 min |

#### Schmetterling
| Platz | Athletin            | Land               | Zeit         |
| ----- | ------------------- | ------------------ | ------------ |
| 1     | Sarah Sjöström      | Schweden           | 24,60 s (CR) |
| 2     | Ranomi Kromowidjojo | Niederlande        | 25,38 s      |
| 3     | Farida Osman        | Ägypten            | 25,39 s (AF) |
| 4     | Kelsi Worrell       | Vereinigte Staaten | 25,48 s (AM) |
| 5     | Penny Oleksiak      | Kanada             | 25,62 s      |
| 6     | Mélanie Henique     | Frankreich         | 25,76 s      |
| 7     | Kimberly Buys       | Belgien            | 25,78 s      |
| 8     | Aliena Schmidtke    | Deutschland        | 26,08 s      |

 Farida Osman stellte mit 25,74 s im Vorlauf einen neuen Afrikarekord auf, welchen sie mit 25,73 s im Halbfinale erneut unterbot.
| Platz | Athletin            | Land               | Zeit         |
| ----- | ------------------- | ------------------ | ------------ |
| 1     | Sarah Sjöström      | Schweden           | 55,53 s (CR) |
| 2     | Emma McKeon         | Australien         | 56,18 s (OC) |
| 3     | Kelsi Worrell       | Vereinigte Staaten | 56,37 s      |
| 4     | Penny Oleksiak      | Kanada             | 56,94 s      |
| 5     | An Se-hyeon         | Südkorea           | 57,07 s      |
| 6     | Rikako Ikee         | Japan              | 57,08 s      |
| 7     | Swetlana Tschimrowa | Russland           | 57,24 s      |
| 8     | Zhang Yufei         | China              | 57,51 s      |

 Emma McKeon stellte mit 56,23 s im Halbfinale einen neuen Ozeanienrekord auf.
 Aliena Schmidtke belegte in 57,87 s im Halbfinale Rang 10.

 Martina van Berkel belegte in 1:00,52 min im Vorlauf Rang 27.
| Platz | Athletin         | Land        | Zeit        |
| ----- | ---------------- | ----------- | ----------- |
| 1     | Mireia Belmonte  | Spanien     | 2:05,26 min |
| 2     | Franziska Hentke | Deutschland | 2:05,39 min |
| 3     | Katinka Hosszú   | Ungarn      | 2:06,02 min |
| 4     | An Se-hyeon      | Südkorea    | 2:06,67 min |
| 5     | Zhang Yufei      | China       | 2:07,06 min |
| 6     | Suzuka Hasegawa  | Japan       | 2:07,43 min |
| 7     | Liliána Szilágyi | Ungarn      | 2:07,58 min |
| 8     | Zhou Yilin       | China       | 2:07,67 min |

 Martina van Berkel belegte in 2:08,71 min im Halbfinale Rang 12.

#### Lagen
| Platz | Athletin               | Land                   | Zeit        |
| ----- | ---------------------- | ---------------------- | ----------- |
| 1     | Katinka Hosszú         | Ungarn                 | 2:07,00 min |
| 2     | Yui Ōhashi             | Japan                  | 2:07,91 min |
| 3     | Madisyn Cox            | Vereinigte Staaten     | 2:09,71 min |
| 4     | Melanie Margalis       | Vereinigte Staaten     | 2:09,82 min |
| 5     | Runa Imai              | Japan                  | 2:09,99 min |
| 6     | Kim Seo-yeong          | Südkorea               | 2:10,40 min |
| 7     | Siobhan-Marie O’Connor | Vereinigtes Königreich | 2:10,41 min |
| -     | Sydney Pickrem         | Kanada                 | DSQ         |

 Maria Ugolkova belegte in 2:12,25 min im Halbfinale Rang 13.
| Platz | Athletin         | Land                   | Zeit             |
| ----- | ---------------- | ---------------------- | ---------------- |
| 1     | Katinka Hosszú   | Ungarn                 | 4:29,33 min (CR) |
| 2     | Mireia Belmonte  | Spanien                | 4:32,17 min      |
| 3     | Sydney Pickrem   | Kanada                 | 4:32,88 min      |
| 4     | Yui Ōhashi       | Japan                  | 4:34,50 min      |
| 5     | Sakiko Shimizu   | Japan                  | 4:35,62 min      |
| 6     | Leah Smith       | Vereinigte Staaten     | 4:36,09 min      |
| 7     | Elizabeth Beisel | Vereinigte Staaten     | 4:37,63 min      |
| 8     | Hannah Miley     | Vereinigtes Königreich | 4:38,34 min      |

#### Staffel
| Platz | Athletinnen                                                           | Land               | Zeit             |
| ----- | --------------------------------------------------------------------- | ------------------ | ---------------- |
| 1     | Mallory Comerford Kelsi Worrell Katie Ledecky Simone Manuel           | Vereinigte Staaten | 3:31,72 min (AM) |
| 2     | Shayna Jack Bronte Campbell Brittany Elmslie Emma McKeon              | Australien         | 3:32,01 min      |
| 3     | Kim Busch Femke Heemskerk Maud van der Meer Ranomi Kromowidjojo       | Niederlande        | 3:32,64 min      |
| 4     | Sandrine Mainville Chantal van Landeghem Kayla Sanchez Penny Oleksiak | Kanada             | 3:33,88 min      |
| 5     | Sarah Sjöström Michelle Coleman Ida Lindborg Louise Hansson           | Schweden           | 3:33,94 min      |
| 6     | Zhu Menghui Zhang Yufei Wu Yue Ai Yanhan                              | China              | 3:36,49 min      |
| 7     | Rikako Ikee Tomomi Aoki Yui Yamane Chihiro Igarashi                   | Japan              | 3:38,24 min      |
| 8     | Signe Bro Sarah Bro Emilie Beckmann Pernille Blume                    | Dänemark           | 3:38,86 min      |

 Sarah Sjöström stellte als Startschwimmerin der schwedischen Staffel mit 51,71 s einen Weltrekord auf.
| Platz | Athletinnen                                                              | Land               | Zeit        |
| ----- | ------------------------------------------------------------------------ | ------------------ | ----------- |
| 1     | Leah Smith Mallory Comerford Melanie Margalis Katie Ledecky              | Vereinigte Staaten | 7:43,39 min |
| 2     | Ai Yanhan Liu Zixuan Zhang Yuhan Li Bingjie                              | China              | 7:44,96 min |
| 3     | Madison Wilson Emma McKeon Kotuku Ngawati Ariarne Titmus                 | Australien         | 7:48,51 min |
| 4     | Weronika Popowa Wiktorija Andrejewa Darja K. Ustinowa Arina Opjonyschewa | Russland           | 7:48,59 min |
| 5     | Chihiro Igarashi Rikako Ikee Tomomi Aoki Aya Takano                      | Japan              | 7:50,43 min |
| 6     | Ajna Késely Zsuzsanna Jakabos Evelyn Verrasztó Katinka Hosszú            | Ungarn             | 7:51,33 min |
| 7     | Robin Neumann Femke Heemskerk Esmee Vermeulen Marjolein Delno            | Niederlande        | 7:54,29 min |
| 8     | Mary-Sophie Harvey Rebecca Smith Katerine Savard Mackenzie Padington     | Kanada             | 7:55,57 min |

| Platz | Athletinnen                                                                | Land                   | Zeit             |
| ----- | -------------------------------------------------------------------------- | ---------------------- | ---------------- |
| 1     | Kathleen Baker Lilly King Kelsi Worrell Simone Manuel                      | Vereinigte Staaten     | 3:51,55 min (WR) |
| 2     | Anastassija Fessikowa Julija Jefimowa Swetlana Tschimrowa Weronika Popowa  | Russland               | 3:53,38 min (ER) |
| 3     | Emily Seebohm Taylor McKeown Emma McKeon Bronte Campbell                   | Australien             | 3:54,29 min      |
| 4     | Kylie Masse Kierra Smith Penny Oleksiak Chantal van Landeghem              | Kanada                 | 3:54,86 min      |
| 5     | Ida Lindborg Jennie Johansson Sarah Sjöström Michelle Coleman              | Schweden               | 3:55,28 min      |
| 6     | Fu Yuanhui Shi Jinglin Zhang Yufei Zhu Menghui                             | China                  | 3:57,69 min      |
| 7     | Kathleen Dawson Sarah Vasey Charlotte Atkinson Freya Anderson              | Vereinigtes Königreich | 3:59,51 min      |
| 8     | Margherita Panziera Arianna Castiglioni Ilaria Bianchi Federica Pellegrini | Italien                | 3:59,98 min      |

### Mixed

#### Staffel
| Platz | Athlet/-in                                                         | Land               | Zeit             |
| ----- | ------------------------------------------------------------------ | ------------------ | ---------------- |
| 1     | Caeleb Dressel Nathan Adrian Mallory Comerford Simone Manuel       | Vereinigte Staaten | 3:19,60 min (WR) |
| 2     | Ben Schwietert Kyle Stolk Femke Heemskerk Ranomi Kromowidjojo      | Niederlande        | 3:21,81 min (ER) |
| 3     | Yuri Kisil Javier Acevedo Chantal van Landeghem Penny Oleksiak     | Kanada             | 3:23,55 min      |
| 4     | Katsuhiro Matsumoto Katsumi Nakamura Rikako Ikee Chihiro Igarashi  | Japan              | 3:24,78 min (AS) |
| 5     | Luca Dotto Alessandro Miressi Federica Pellegrini Silvia Di Pietro | Italien            | 3:24,89 min      |
| 6     | Dominik Kozma Richárd Bohus Zsuzsanna Jakabos Evelyn Verrasztó     | Ungarn             | 3:25,02 min      |
| 7     | Danila Isotow Alexander Popkow Wiktorija Andrejewa Weronika Popowa | Russland           | 3:25,49 min      |
| 8     | Louis Townsed Alexander Graham Brittany Elmslie Madison Wilson     | Australien         | 3:25,51 min      |

 Die japanische Staffel mit Katsuhiro Matsumoto, Katsumi Nakamura, Tomomi Aoki und Chihiro Igarashi stellte mit 3:26,91 min im Vorlauf einen neuen Asienrekord auf.

 Die südafrikanische Staffel mit Douglas Erasmus, Zane Waddell, Erin Gallagher und Emma Chelius stellte mit 3:31,38 min im Vorlauf einen neuen Afrikarekord auf.
 Die luxemburgische Staffel mit Julien Henx, Pit Brandenburger, Julie Meynen und Monique Olivier belegte in 3:34,90 min im Vorlauf Rang 13.
| Platz | Athlet/-in                                                               | Land                   | Zeit             |
| ----- | ------------------------------------------------------------------------ | ---------------------- | ---------------- |
| 1     | Matt Grevers Lilly King Caeleb Dressel Simone Manuel                     | Vereinigte Staaten     | 3:38,56 min (WR) |
| 2     | Mitch Larkin Daniel Cave Emma McKeon Bronte Campbell                     | Australien             | 3:41,21 min (OC) |
| 3     | Kylie Masse Richard Funk Penny Oleksiak Yuri Kisil                       | Kanada                 | 3:41,25 min      |
| 3     | Xu Jiayu Yan Zibei Zhang Yufei Zhu Menghui                               | China                  | 3:41,25 min (AS) |
| 5     | Georgia Davies Adam Peaty James Guy Siobhan-Marie O’Connor               | Vereinigtes Königreich | 3:41,56 min (ER) |
| 6     | Grigori Tarassewitsch Kirill Prigoda Swetlana Tschimrowa Weronika Popowa | Russland               | 3:43,02 min      |
| 7     | Lisa Graf Marco Koch Aliena Schmidtke Damian Wierling                    | Deutschland            | 3:46,03 min      |
| 8     | Matteo Milli Nicolò Martinenghi Ilaria Bianchi Federica Pellegrini       | Italien                | 3:46,33 min      |

 Die US-amerikanische Staffel mit Ryan Murphy, Kevin Cordes, Kelsi Worrell und Mallory Comerford stellte mit 3:40,28 min im Vorlauf einen neuen Weltrekord auf.

 Die australische Staffel mit Kaylee McKeown, Matthew Wilson, Grant Irvine und Shayna Jack stellte mit 3:44,13 min im Vorlauf einen neuen Ozeanienrekord auf.

 Die südafrikanische Staffel mit Martin Binedell, Kaylene Corbett, Clayton Jimmie und Erin Gallagher stellte mit 3:57,02 min Vorlauf einen Afrikarekord auf.

## Freiwasserschwimmen
| Medaillenspiegel Freiwasserschwimmen | Medaillenspiegel Freiwasserschwimmen | Medaillenspiegel Freiwasserschwimmen | Medaillenspiegel Freiwasserschwimmen | Medaillenspiegel Freiwasserschwimmen | Medaillenspiegel Freiwasserschwimmen |
| Platz                                | Land                                 | G                                    | S                                    | B                                    | Gesamt                               |
| ------------------------------------ | ------------------------------------ | ------------------------------------ | ------------------------------------ | ------------------------------------ | ------------------------------------ |
| 1                                    | Frankreich                           | 4                                    | 1                                    | 1                                    | 6                                    |
| 2                                    | Vereinigte Staaten                   | 1                                    | 2                                    | -                                    | 3                                    |
| 3                                    | Niederlande                          | 1                                    | 1                                    | -                                    | 2                                    |
| 4                                    | Brasilien                            | 1                                    | -                                    | 2                                    | 3                                    |
| 5                                    | Italien                              | -                                    | 2                                    | 3                                    | 5                                    |
| 6                                    | Ecuador                              | -                                    | 1                                    | -                                    | 1                                    |
| 7                                    | Großbritannien                       | -                                    | -                                    | 1                                    | 1                                    |
|                                      | Russland                             | -                                    | -                                    | 1                                    | 1                                    |
| Gesamt                               | Gesamt                               | 7                                    | 7                                    | 8*                                   | 15                                   |
| *2 × Bronze 10 km Freiwasser Frauen  |                                      |                                      |                                      |                                      |                                      |

### Männer
| Platz | Athlet               | Land                   | Zeit        |
| ----- | -------------------- | ---------------------- | ----------- |
| 1     | Marc-Antoine Olivier | Frankreich             | 54:31,4 min |
| 2     | Mario Sanzullo       | Italien                | 54:32,1 min |
| 3     | Timothy Shuttleworth | Vereinigtes Königreich | 54:42,1 min |
| 4     | Kirill Abrossimow    | Russland               | 54:45,9 min |
| 5     | Fernando Ponte       | Brasilien              | 54:47,1 min |
| 6     | Andrea Manzi         | Italien                | 54:47,6 min |
| 7     | Kristóf Rasovszky    | Ungarn                 | 54:47,6 min |
| 8     | Logan Fontaine       | Frankreich             | 54:47,9 min |

 Marcus Herwig belegte in 55:13,7 min. Rang 26.

 Ruwen Straub belegte in 55:14,4 min. Rang 28.

 David Brandl belegte in 55:45,2 min. Rang 38.
| Platz | Athlet               | Land                   | Zeit        |
| ----- | -------------------- | ---------------------- | ----------- |
| 1     | Ferry Weertman       | Niederlande            | 1:51:58,5 h |
| 2     | Jordan Wilimovsky    | Vereinigte Staaten     | 1:51:58,6 h |
| 3     | Marc-Antoine Olivier | Frankreich             | 1:51:59,2 h |
| 4     | Jack Burnell         | Vereinigtes Königreich | 1:52:00,8 h |
| 5     | Kristóf Rasovszky    | Ungarn                 | 1:52:01,7 h |
| 6     | David Aubry          | Frankreich             | 1:52:01,9 h |
| 7     | Simone Ruffini       | Italien                | 1:52:07,7 h |
| 8     | Jewgeni Dratzew      | Russland               | 1:52:10,1 h |

 Christian Reichert belegte in 1:52:29,3 h Rang 12.

 Rob Muffels belegte in 1:52:38,1 h Rang 25.

 David Brandl belegte in 1:54:24,3 h Rang 31.
| Platz | Athlet            | Land               | Zeit        |
| ----- | ----------------- | ------------------ | ----------- |
| 1     | Axel Reymond      | Frankreich         | 5:02:46,4 h |
| 2     | Matteo Furlan     | Italien            | 5:02,47,0 h |
| 3     | Jewgeni Dratzew   | Russland           | 5:02:49,8 h |
| 4     | Simone Ruffini    | Italien            | 5:02:53,1 h |
| 5     | Chip Peterson     | Vereinigte Staaten | 5:03:43,0 h |
| 6     | Gergely Gyurta    | Ungarn             | 5:04:00,7 h |
| 7     | Witali Chudjakow  | Kasachstan         | 5:04:36,1 h |
| 8     | Sergei Bolschakow | Russland           | 5:04:49,8 h |

 Andreas Waschburger belegte in 5:06:14,1 h Rang 10.

 Sören Meißner belegte in 5:06:20,4 h Rang 11.

### Frauen
| Platz | Athletin              | Land               | Zeit        |
| ----- | --------------------- | ------------------ | ----------- |
| 1     | Ashley Twichell       | Vereinigte Staaten | 59:07,0 min |
| 2     | Aurélie Muller        | Frankreich         | 59:10,5 min |
| 3     | Ana Marcela Cunha     | Brasilien          | 59:11,4 min |
| 4     | Sharon van Rouwendaal | Niederlande        | 59:11,5 min |
| 5     | Haley Anderson        | Vereinigte Staaten | 59:26,2 min |
| 6     | Giulia Gabbrielleschi | Italien            | 59:26,4 min |
| 7     | Michelle Weber        | Südafrika          | 59:27,5 min |
| 7     | Kiah Melverton        | Australien         | 59:27,5 min |

 Finnia Wunram belegte in 59:32,1 min Rang 11.

 Leonie Antonia Beck belegte in 1:01:26,4 h Rang 24.
| Platz | Athletin          | Land               | Zeit        |
| ----- | ----------------- | ------------------ | ----------- |
| 1     | Aurélie Muller    | Frankreich         | 2:00:13,7 h |
| 2     | Samantha Arévalo  | Ecuador            | 2:00:17,0 h |
| 3     | Arianna Bridi     | Italien            | 2:00:17,2 h |
| 3     | Ana Marcela Cunha | Brasilien          | 2:00:17,2 h |
| 5     | Rachele Bruni     | Italien            | 2:00:21,4 h |
| 6     | Haley Anderson    | Vereinigte Staaten | 2:00:25,9 h |
| 7     | Finnia Wunram     | Deutschland        | 2:00:26,1 h |
| 8     | Anna Olasz        | Ungarn             | 2:00:28,4 h |

 Angela Maurer belegte in 2:01:53,3 h Rang 14.
| Platz | Athletin              | Land               | Zeit        |
| ----- | --------------------- | ------------------ | ----------- |
| 1     | Ana Marcela Cunha     | Brasilien          | 5:21:58,4 h |
| 2     | Sharon van Rouwendaal | Niederlande        | 5:22:00,8 h |
| 3     | Arianna Bridi         | Italien            | 5:22:08,2 h |
| 4     | Martina Grimaldi      | Italien            | 5:23:54,6 h |
| 5     | Anna Olasz            | Ungarn             | 5:23:55,0 h |
| 6     | Anastassija Krapiwina | Russland           | 5:24:03,7 h |
| 7     | Becca Mann            | Vereinigte Staaten | 5:27:06,9 h |
| 8     | Aurélie Muller        | Frankreich         | 5:28:25,3 h |

 Sarah Bosslet belegte in 5:33:19,7 h Rang 14.

 Angela Maurer ist trotz Meldung nicht zum Wettbewerb angetreten.

### Gemischte Staffel
| Platz | Athlet/-in                                                            | Land                   | Zeit        |
| ----- | --------------------------------------------------------------------- | ---------------------- | ----------- |
| 1     | Oceane Cassignol Logan Fontaine Aurélie Muller Marc-Antoine Olivier   | Frankreich             | 54:05,9 min |
| 2     | Brendan Casey Ashley Twichell Haley Anderson Jordan Wilimovsky        | Vereinigte Staaten     | 54:18,1 min |
| 3     | Rachele Bruni Giulia Gabbrielleschi Federico Vanelli Mario Sanzullo   | Italien                | 54:31,0 min |
| 4     | Kareena Lee Jack Brazier Kiah Melverton Jack McLoughlin               | Australien             | 54:42,9 min |
| 5     | Danielle Huskisson Tobias Robinson Timothy Shuttleworth Alice Dearing | Vereinigtes Königreich | 54:51,1 min |
| 6     | Allan do Carmo Viviane Jungblut Ana Marcela Cunha Fernando Ponte      | Brasilien              | 55:19,6 min |
| 7     | Janka Juhász Kristóf Rasovszky Melinda Novoszáth Gergely Gyurta       | Ungarn                 | 55:23,7 min |
| 8     | Finnia Wunram Leonie Beck Sören Meißner Rob Muffels                   | Deutschland            | 55:41,8 min |

## Synchronschwimmen
| Medaillenspiegel Synchronschwimmen | Medaillenspiegel Synchronschwimmen | Medaillenspiegel Synchronschwimmen | Medaillenspiegel Synchronschwimmen | Medaillenspiegel Synchronschwimmen | Medaillenspiegel Synchronschwimmen |
| Platz                              | Land                               | G                                  | S                                  | B                                  | Gesamt                             |
| ---------------------------------- | ---------------------------------- | ---------------------------------- | ---------------------------------- | ---------------------------------- | ---------------------------------- |
| 1                                  | Russland                           | 7                                  | 1                                  | -                                  | 8                                  |
| 2                                  | China                              | 1                                  | 4                                  | -                                  | 5                                  |
| 3                                  | Italien                            | 1                                  | 1                                  | -                                  | 2                                  |
| 4                                  | Spanien                            | -                                  | 2                                  | -                                  | 2                                  |
| 5                                  | Ukraine                            | -                                  | 1                                  | 5                                  | 6                                  |
| 6                                  | Japan                              | -                                  | -                                  | 2                                  | 2                                  |
|                                    | Vereinigte Staaten                 | -                                  | -                                  | 2                                  | 2                                  |
| Gesamt                             | Gesamt                             | 9                                  | 9                                  | 9                                  | 27                                 |

### Frauen
| Platz | Athletinnen | Land         | Punkte  |
| ----- | --- | ------------ | ------- |
| 1     | Yin Chengxin, Chang Hao, Yu Lele, Guo Li, Wang Liuyi, Tang Mengni, Wang Qianyi, Liang Xinping, Xiao Yanning, Feng Yu | China        | 96,1000 |
| 2     | Maryna Aleksijiwa, Wladyslawa Aleksijiwa, Walerija Apreljewa, Jelysaweta Jachno, Oleksandra Kaschuba, Jana Narischna, Anastassija Sawtschuk, Alina Schynkarenko, Ksenija Sydorenko, Anna Woloschyna                          | Ukraine      | 94,0000 |
| 3     | Sakiko Akutsu, Juka Fukumura, Yukiko Inui, Minami Kono, Kei Marumo, Kanami Nakamaki, Mai Nakamura, Kano Omata, Yuriko Osawa, Asuka Tasaki                                                                                    | Japan        | 93,2000 |
| 4     | Beatrice Callegari, Domiziana Cavanna, Linda Cerruti, Francesca Deidda, Costanza Di Camillo, Costanza Ferro, Manila Flamini, Viola Musso, Alessia Pezone, Federica Sala                                                      | Italien      | 91,6667 |
| 5     | Leyre Abadía, Ariadna Ariso Vilanova, Berta Ferreras Sanz, Helena Jauma i Lluch, Maria Juarez Campos, Meritxell Mas, Alisa Ozhogina Ozhogin, Paula Ramírez, Sara Saldaña, Blanca Toledano Laut                               | Spanien      | 90,6667 |
| 6     | Regina Alférez Licea, Teresa Alonso García, Samantha Flores Muro, Joana Jiménez García, Madison López Gonzáles, Wendy Mayor Cabrera, Luisa Rodríguez Rubio, Jessica Sobrino Mizrahi, Ana Soto Lara, Amaya Velazquez Bejarano | Mexiko       | 88,7333 |
| 7     | Maria Armaou, Ifigeneia Dipla, Valentina Farantouri, Giana Gkeorgkieva, Sofia Malkogeorgou, Evangelia Papazoglou, Evangelia Platanioti, Sofia Sarantidi, Anna Taxopoulou, Athanasia Tsola                                    | Griechenland | 87,000  |
| 8     | Marie Annequin, Laura Augé, Iphinoé Davvetas, Manon Disbeaux, Estel-Anaïs Hubaud, Solene Lusseau, Eve Planeix, Charlotte Tremble, Laura Tremble, Mathilde Vigneres                                                           | Frankreich   | 85,0667 |

 Das Team der Schweiz belegte mit 82,0333 Punkten im Finale Rang 11.

 Das Team aus Deutschland belegte mit 79,1000 Punkten im Vorkampf Rang 13.
| Platz | Athletin                 | Land         | Punkte  |
| ----- | ------------------------ | ------------ | ------- |
| 1     | Swetlana Kolesnitschenko | Russland     | 95,2036 |
| 2     | Ona Carbonell            | Spanien      | 93,6534 |
| 3     | Anna Woloschyna          | Ukraine      | 91,9992 |
| 4     | Yukiko Inui              | Japan        | 91,7490 |
| 5     | Jacqueline Simoneau      | Kanada       | 89,5000 |
| 6     | Linda Cerruti            | Italien      | 88,3369 |
| 7     | Evangelia Platanioti     | Griechenland | 86,5328 |
| 8     | Vasiliki Alexandri       | Österreich   | 83,9967 |

 Lara Meching belegte mit 81,8521 Punkten im Finale Rang 11.

 Vivienne Koch belegte mit 80,2700 Punkten im Finale Rang 12.

 Michelle Zimmer belegte mit 76.8697 Punkten in der Qualifikation Rang 17.
| Platz | Athletinnen                                    | Land       | Punkte  |
| ----- | ---------------------------------------------- | ---------- | ------- |
| 1     | Swetlana Kolesnitschenko Alexandra Pazkewitsch | Russland   | 95,0515 |
| 2     | Jiang Tingting Jiang Wenwen                    | China      | 94,0775 |
| 3     | Anna Woloschyna Jelysaweta Jachno              | Ukraine    | 92,6482 |
| 4     | Yukiko Inui Mai Nakamura                       | Japan      | 92,0572 |
| 5     | Ona Carbonell Paula Ramírez                    | Spanien    | 90,7507 |
| 6     | Linda Cerruti Costanza Ferro                   | Italien    | 89,2463 |
| 7     | Claudia Holzner Jacqueline Simoneau            | Kanada     | 87,6523 |
| 8     | Anna-Maria Alexandri Eirini Alexandri          | Österreich | 85,7694 |

 Marlene Bojer und Daniela Reinhardt belegten mit 77,4030 Punkten im Vorkampf Rang 21.

 Maxence Bellina und Maria Piffaretti belegten mit 77,0014 Punkten im Vorkampf Rang 22.

 Lara Meching und Marluce Schierscher belegten mit 74,9225 Punkten im Vorkampf Rang 26.
| Platz | Athletinnen | Land     | Punkte  |
| ----- | --- | -------- | ------- |
| 1     | Anastassija Bajandina, Darja Bajandina, Marina Goljadkina, Weronika Kalinina, Polina Komar, Marija Schurotschkina, Wlada Tschigirjowa, Darina Walitowa                                  | Russland | 96,0109 |
| 2     | Yin Chengxin, Guo Li, Wang Liuyi, Tang Mengni, Wang Qianyi, Liang Xinping, Xiao Yanning, Feng Yu                                                                                        | China    | 94,2165 |
| 3     | Sakiko Akutsu, Juka Fukumura, Yukiko Inui, Minami Kono, Kei Marumo, Kanami Nakamaki, Mai Nakamura, Kano Omata                                                                           | Japan    | 93,1590 |
| 4     | Maryna Aleksijiwa, Wladyslawa Aleksijiwa, Jelysaweta Jachno, Oleksandra Kaschuba, Jana Narischna, Anastassija Sawtschuk, Ksenija Sydorenko, Anna Woloschyna                             | Ukraine  | 92,3596 |
| 5     | Beatrice Callegari, Domiziana Cavanna, Linda Cerruti, Francesca Deidda, Costanza Ferro, Manila Flamini, Gemma Galli, Mariangela Perrupato                                               | Italien  | 90,7617 |
| 6     | Leyre Abadía, Berta Ferreras Sanz, Maria Juarez Campos, Meritxell Mas, Alisa Ozhogina Ozhogin, Paula Ramírez, Sara Saldaña, Blanca Toledano Laut                                        | Spanien  | 88,4687 |
| 7     | Janelle Ball, Andree-Anne Cote, Claudia Holzner, Gwendolyn McGuire, Samantha Nealon, Elizabeth Savard, Jacqueline Simoneau, Kali Wong                                                   | Kanada   | 86,2044 |
| 8     | Karem Achach Ramírez, Regina Alférez Licea, Teresa Alonso García, Nuria Diosdado García, Joana Jiménez García, Luisa Rodríguez Rubio, Jessica Sobrino Mizrahi, Amaya Velazquez Bejarano | Mexiko   | 85,9664 |

 Das Team der Schweiz belegte mit 81,0684 Punkten im Vorkampf Rang 13.

 Das Team aus Deutschland belegte mit 76,9929 Punkten im Vorkampf Rang 14.
| Platz | Athletin                 | Land         | Punkte  |
| ----- | ------------------------ | ------------ | ------- |
| 1     | Swetlana Kolesnitschenko | Russland     | 96,1333 |
| 2     | Ona Carbonell            | Spanien      | 95,0333 |
| 3     | Anna Woloschyna          | Ukraine      | 93,3000 |
| 4     | Yukiko Inui              | Japan        | 92,0667 |
| 5     | Linda Cerruti            | Italien      | 90,6000 |
| 6     | Jacqueline Simoneau      | Kanada       | 90,1333 |
| 7     | Evangelia Platanioti     | Griechenland | 88,0000 |
| 8     | Vasiliki Alexandri       | Österreich   | 86,3333 |

 Lara Meching belegte mit 82,8667 Punkten im Vorkampf Rang 13.

 Vivienne Koch belegte mit 82,2000 Punkten im Vorkampf Rang 14.

 Marlene Bojer belegte mit 79,6000 Punkten im Vorkampf Rang 16.
| Platz | Athletinnen                                    | Land         | Punkte  |
| ----- | ---------------------------------------------- | ------------ | ------- |
| 1     | Swetlana Kolesnitschenko Alexandra Pazkewitsch | Russland     | 97,0000 |
| 2     | Jiang Tingting Jiang Wenwen                    | China        | 95,3000 |
| 3     | Anna Woloschyna Jelysaweta Jachno              | Ukraine      | 93,2667 |
| 4     | Yukiko Inui Kanami Nakamaki                    | Japan        | 93,1333 |
| 5     | Ona Carbonell Paula Ramírez                    | Spanien      | 91,7333 |
| 6     | Linda Cerruti Costanza Ferro                   | Italien      | 90,5667 |
| 7     | Claudia Holzner Jacqueline Simoneau            | Kanada       | 89,0000 |
| 8     | Evangelia Papazoglou Evangelia Platanioti      | Griechenland | 87,6333 |

 Anna-Maria Alexandri und Eirini Alexandri belegten mit 86,7000 Punkten im Finale Rang 9.

 Marlene Bojer und Daniela Reinhardt belegten mit 79,9667 Punkten im Vorkampf Rang 19.

 Maxence Bellina und Maria Piffaretti belegten mit 79,7333 Punkten im Vorkampf Rang 22.

 Lara Meching und Marluce Schierscher belegten mit 76,5000 Punkten im Vorkampf Rang 25.
| Platz | Athletinnen | Land     | Punkte  |
| ----- | --- | -------- | ------- |
| 1     | Anastassija Bajandina, Darja Bajandina, Marina Goljadkina, Weronika Kalinina, Polina Komar, Marija Schurotschkina, Wlada Tschigirjowa, Darina Walitowa                                  | Russland | 97,3000 |
| 2     | Yin Chengxin, Chang Hao, Yu Lele, Guo Li, Tang Mengni, Liang Xinping, Xiao Yanning, Feng Yu                                                                                             | China    | 95,2333 |
| 3     | Maryna Aleksijiwa, Wladyslawa Aleksijiwa, Walerija Apreljewa, Jelysaweta Jachno, Oleksandra Kaschuba, Anastassija Sawtschuk, Ksenija Sydorenko, Anna Woloschyna                         | Ukraine  | 93,9333 |
| 4     | Sakiko Akutsu, Juka Fukumura, Aiko Hayashi, Yukiko Inui, Kei Marumo, Kanami Nakamaki, Mai Nakamura, Kano Omata                                                                          | Japan    | 93,1000 |
| 5     | Beatrice Callegari, Linda Cerruti, Francesca Deidda, Costanza Ferro, Gemma Galli, Viola Musso, Alessia Pezone, Enrica Piccoli                                                           | Italien  | 91,7000 |
| 6     | Leyre Abadía, Berta Ferreras Sanz, Maria Juarez Campos, Meritxell Mas, Alisa Ozhogina Ozhogin, Paula Ramírez, Sara Saldaña, Blanca Toledano Laut                                        | Spanien  | 90,7000 |
| 7     | Gabrielle Boisvert, Claudia Holzner, Gwendolyn McGuire, Marie-Lou Morin, Elizabeth Savard, Jacqueline Simoneau, Laurence Vezina, Kali Wong                                              | Kanada   | 88,8000 |
| 8     | Karem Achach Ramírez, Regina Alférez Licea, Teresa Alonso García, Nuria Diosdado García, Joana Jiménez García, Luisa Rodríguez Rubio, Jessica Sobrino Mizrahi, Amaya Velazquez Bejarano | Mexiko   | 87,9000 |

 Das Team der Schweiz belegte mit 81,3667 Punkten im Vorkampf Rang 14.

### Mixed
| Platz | Athlet/-in                            | Land               | Punkte  |
| ----- | ------------------------------------- | ------------------ | ------- |
| 1     | Manila Flamini Giorgio Minisini       | Italien            | 90,2979 |
| 2     | Michaela Kalantscha Alexander Malzew  | Russland           | 90,2639 |
| 3     | Kanako Spendlove Bill May             | Vereinigte Staaten | 87,6682 |
| 4     | Yumi Adachi Atsushi Abe               | Japan              | 86,2679 |
| 5     | Berta Ferreras Sanz Pau Ribes         | Spanien            | 84,3336 |
| 6     | Isabelle Rampling René Robert Prévost | Kanada             | 82,3413 |
| 7     | Giovanna Stephan Renan Souza          | Brasilien          | 79,0853 |
| 8     | Amélie Ebert Niklas Stoepel           | Deutschland        | 70,3147 |

| Platz | Athlet/-in                            | Land                | Punkte  |
| ----- | ------------------------------------- | ------------------- | ------- |
| 1     | Michaela Kalantscha Alexander Malzew  | Russland            | 92,6000 |
| 2     | Mariangela Perrupato Giorgio Minisini | Italien             | 91,1000 |
| 3     | Kanako Spendlove Bill May             | Vereinigte Staaten  | 88,7667 |
| 4     | Yumi Adachi Atsushi Abe               | Japan               | 88,0000 |
| 5     | Berta Ferreras Sanz Pau Ribes         | Spanien             | 85,7333 |
| 6     | Isabelle Rampling René Robert Prévost | Kanada              | 83,5667 |
| 7     | Giovanna Stephan Renan Souza          | Brasilien           | 80,0667 |
| 8     | Sheng Shuwen Shi Haoyu                | Volksrepublik China | 77,2333 |

 Amélie Ebert und Niklas Stoepel belegten mit 74,5000 Punkten im Finale Rang 9.

## Wasserspringen
| Medaillenspiegel Wasserspringen | Medaillenspiegel Wasserspringen | Medaillenspiegel Wasserspringen | Medaillenspiegel Wasserspringen | Medaillenspiegel Wasserspringen | Medaillenspiegel Wasserspringen |
| Platz                           | Land                            | G                               | S                               | B                               | Gesamt                          |
| ------------------------------- | ------------------------------- | ------------------------------- | ------------------------------- | ------------------------------- | ------------------------------- |
| 1                               | China                           | 8                               | 5                               | 2                               | 15                              |
| 2                               | Australien                      | 2                               | -                               | -                               | 2                               |
| 3                               | Russland                        | 1                               | 2                               | 2                               | 5                               |
| 4                               | Großbritannien                  | 1                               | 2                               | 0                               | 3                               |
| 5                               | Malaysia                        | 1                               | -                               | 1                               | 2                               |
|                                 | Vereinigte Staaten              | 1                               | -                               | 1                               | 2                               |
| 7                               | Frankreich                      | 1                               | -                               | -                               | 1                               |
| 8                               | Mexiko                          | -                               | 2                               | -                               | 2                               |
| 9                               | Kanada                          | -                               | 1                               | 2                               | 3                               |
| 10                              | Deutschland                     | -                               | 1                               | 1                               | 2                               |
|                                 | Nordkorea                       | -                               | 1                               | 1                               | 2                               |
| 12                              | Tschechien                      | -                               | 1                               | -                               | 1                               |
| 13                              | Italien                         | -                               | -                               | 3                               | 3                               |
| 14                              | Ukraine                         | -                               | -                               | 1                               | 1                               |
|                                 | Belarus                         | -                               | -                               | 1                               | 1                               |
| Gesamt                          | Gesamt                          | 15                              | 15                              | 15                              | 45                              |

### Männer
| Platz | Athlet           | Land               | Punkte |
| ----- | ---------------- | ------------------ | ------ |
| 1     | Peng Jianfeng    | China              | 448,40 |
| 2     | He Chao          | China              | 447,20 |
| 3     | Giovanni Tocci   | Italien            | 444,25 |
| 4     | Patrick Hausding | Deutschland        | 439,25 |
| 5     | Michael Hixon    | Vereinigte Staaten | 439,15 |
| 6     | Oleh Kolodij     | Ukraine            | 419,05 |
| 7     | Steele Johnson   | Vereinigte Staaten | 392,50 |
| 8     | Jahir Ocampo     | Mexiko             | 379,00 |

 Constantin Blaha belegte mit 348,20 Punkten im Vorkampf Rang 17.

 Guillaume Dutoit belegte mit 346,80 Punkten im Vorkampf Rang 18.

 Jonathan Suckow belegte mit 317,30 Punkten im Vorkampf Rang 28.

 Lou Massenberg belegte mit 300,85 Punkten im Vorkampf Rang 35.
| Platz | Athlet           | Land                   | Punkte |
| ----- | ---------------- | ---------------------- | ------ |
| 1     | Xie Siyi         | China                  | 547,10 |
| 2     | Patrick Hausding | Deutschland            | 526,15 |
| 3     | Ilja Sacharow    | Russland               | 505,90 |
| 4     | Rommel Pacheco   | Mexiko                 | 501,60 |
| 5     | Jack Laugher     | Vereinigtes Königreich | 500,65 |
| 6     | Jahir Ocampo     | Mexiko                 | 487,15 |
| 7     | Oleh Kolodij     | Ukraine                | 470,00 |
| 8     | Jewgeni Kusnezow | Russland               | 458,70 |

 Guillaume Dutoit belegte mit 405,95 Punkten im Halbfinale Rang 14.

 Constantin Blaha belegte mit 401,90 Punkten im Halbfinale Rang 16.

 Stephan Feck belegte mit 385,45 Punkten im Vorkampf Rang 26.

 Jonathan Suckow belegte mit 325,40 Punkten im Vorkampf Rang 41.
| Platz | Athlet           | Land                   | Punkte |
| ----- | ---------------- | ---------------------- | ------ |
| 1     | Tom Daley        | Vereinigtes Königreich | 590,95 |
| 2     | Chen Aisen       | China                  | 585,25 |
| 3     | Yang Jian        | China                  | 565,15 |
| 4     | Alexander Bondar | Russland               | 484,80 |
| 5     | Maksym Dolhow    | Ukraine                | 484,70 |
| 6     | David Dinsmore   | Vereinigte Staaten     | 479,75 |
| 7     | Benjamin Auffret | Frankreich             | 469,35 |
| 8     | Wiktor Minibajew | Russland               | 463,60 |

 Timo Barthel belegte mit 487,05 Punkten im Halbfinale Rang 14.

 Florian Fandler belegte mit 375,05 Punkten im Vorkampf Rang 23.
| Platz | Athleten                                        | Land                   | Punkte |
| ----- | ----------------------------------------------- | ---------------------- | ------ |
| 1     | Ilja Sacharow Jewgeni Kusnezow                  | Russland               | 450,30 |
| 2     | Xie Siyi Cao Yuan                               | China                  | 443,40 |
| 3     | Oleh Kolodij Illja Kwascha                      | Ukraine                | 429,99 |
| 4     | Jack Laugher Christopher Mears                  | Vereinigtes Königreich | 418,20 |
| 5     | Stephan Feck Patrick Hausding                   | Deutschland            | 415,35 |
| 6     | Sam Dorman Michael Hixon                        | Vereinigte Staaten     | 409,05 |
| 7     | Rodrigo Diego López Adan Emidion Zuniga Ornelas | Mexiko                 | 397,17 |
| 8     | Woo Ha-ram Kim Yeong-nam                        | Südkorea               | 396,90 |

 Guillaume Dutoit und Simon Rieckhoff belegten mit 369,45 Punkten im Vorkampf Rang 14.
| Platz | Athleten                              | Land                   | Punkte |
| ----- | ------------------------------------- | ---------------------- | ------ |
| 1     | Chen Aisen Yang Hao                   | China                  | 498,48 |
| 2     | Alexander Bondar Wiktor Minibajew     | Russland               | 458,85 |
| 3     | Patrick Hausding Sascha Klein         | Deutschland            | 440,82 |
| 4     | Tom Daley Daniel Goodfellow           | Vereinigtes Königreich | 418,02 |
| 5     | Maksym Dolhow Oleksandr Horschkowosow | Ukraine                | 416,31 |
| 6     | Steele Johnson Brandon Loschiavo      | Vereinigte Staaten     | 406,83 |
| 7     | Woo Ha-ram Kim Yeong-nam              | Südkorea               | 391,17 |
| 8     | Domonic Bedggood Declan Stacey        | Australien             | 387,30 |

| Platz | Athlet             | Land                   | Punkte |
| ----- | ------------------ | ---------------------- | ------ |
| 1     | Steve LoBue        | Vereinigte Staaten     | 397,15 |
| 2     | Michal Navrátil    | Tschechien             | 390,90 |
| 3     | Alessandro De Rose | Italien                | 379,65 |
| 4     | Andy Jones         | Vereinigte Staaten     | 368,05 |
| 5     | Gary Hunt          | Vereinigtes Königreich | 356,40 |
| 6     | Orlando Duque      | Kolumbien              | 355,10 |
| 7     | Miguel García      | Kolumbien              | 344,80 |
| 8     | Jonathan Paredes   | Mexiko                 | 343,25 |

### Frauen
| Platz | Athletin           | Land        | Punkte |
| ----- | ------------------ | ----------- | ------ |
| 1     | Maddison Keeney    | Australien  | 314,95 |
| 2     | Nadeschda Baschina | Russland    | 304,70 |
| 3     | Elena Bertocchi    | Italien     | 296,40 |
| 4     | Chen Yiwen         | China       | 294,70 |
| 5     | Marija Poljakowa   | Russland    | 289,05 |
| 6     | Tina Punzel        | Deutschland | 284,25 |
| 7     | Esther Qin         | Australien  | 281,20 |
| 8     | Louisa Stawczynski | Deutschland | 277,15 |

 Michelle Heimberg belegte mit 242,95 Punkten in der Qualifikation Rang 15.
| Platz | Athletin          | Land                   | Punkte |
| ----- | ----------------- | ---------------------- | ------ |
| 1     | Shi Tingmao       | China                  | 383,50 |
| 2     | Wang Han          | China                  | 359,40 |
| 3     | Jennifer Abel     | Kanada                 | 351,55 |
| 4     | Grace Reid        | Vereinigtes Königreich | 336,70 |
| 5     | Maddison Keeney   | Australien             | 335,50 |
| 6     | Pamela Ware       | Kanada                 | 335,10 |
| 7     | Kristina Iljinych | Russland               | 319,40 |
| 8     | Inge Jansen       | Niederlande            | 307,85 |

 Jessica Favre belegte mit 261,15 Punkten im Vorkampf Rang 21.

 Michelle Heimberg belegte mit 253,50 Punkten im Vorkampf Rang 24.

 Tina Punzel belegte mit 220,30 Punkten im Vorkampf Rang 35.

 Friederike Freyer belegte mit 212,40 Punkten im Vorkampf Rang 39.
| Platz | Athletin         | Land       | Punkte |
| ----- | ---------------- | ---------- | ------ |
| 1     | Jun Hoong Cheong | Malaysia   | 397,50 |
| 2     | Si Yajie         | China      | 396,00 |
| 3     | Ren Qian         | China      | 391,95 |
| 4     | Kim Mi-rae       | Nordkorea  | 385,55 |
| 5     | Melissa Wu       | Australien | 370,20 |
| 6     | Kim Kuk-hyang    | Nordkorea  | 360,00 |
| 7     | Minami Itahashi  | Japan      | 357,85 |
| 8     | Meaghan Benfeito | Kanada     | 331,40 |

 Maria Kurjo belegte mit 306,30 Punkten im Halbfinale Rang 13.

 Christina Wassen belegte mit 299,40 Punkten im Halbfinale Rang 14.
| Platz | Athletinnen                            | Land                   | Punkte |
| ----- | -------------------------------------- | ---------------------- | ------ |
| 1     | Shi Tingmao Chang Yani                 | China                  | 333,30 |
| 2     | Jennifer Abel Mélissa Citrini-Beaulieu | Kanada                 | 323,43 |
| 3     | Nadeschda Baschina Kristina Iljinych   | Russland               | 312,60 |
| 4     | Maddison Keeney Anabelle Smith         | Australien             | 301,23 |
| 5     | Grace Reid Katherine Torrance          | Vereinigtes Königreich | 294,60 |
| 6     | Yan Yee Ng Nur Dhabitah Sabri          | Malaysia               | 288,72 |
| 7     | Anastassija Nedobiha Diana Schelestjuk | Ukraine                | 280,56 |
| 8     | Inge Jansen Daphne Wils                | Niederlande            | 280,50 |

 Friederike Freyer und Tina Punzel belegten mit 279,60 Punkten im Finale Rang 9.

 Vivian Barth und Jessica Favre belegten mit 243,75 Punkten im Vorkampf Rang 15.
| Platz | Athletinnen                         | Land                   | Punkte |
| ----- | ----------------------------------- | ---------------------- | ------ |
| 1     | Ren Qian Si Yajie                   | China                  | 352,56 |
| 2     | Kim Mi-rae Kim Kuk-hyang            | Nordkorea              | 336,48 |
| 3     | Jun Hoong Cheong Pandelela Pamg     | Malaysia               | 328,74 |
| 4     | Meaghan Benfeito Caeli McKay        | Kanada                 | 315,75 |
| 5     | Taneka Kovchenko Melissa Wu         | Australien             | 308,10 |
| 6     | Tarrin Gilliland Jessica Parratto   | Vereinigte Staaten     | 306,96 |
| 7     | Tonia Couch Lois Toulson            | Vereinigtes Königreich | 300,48 |
| 8     | Walerija Belowa Julija Timoschinina | Russland               | 291,96 |

 Christina Wassen und Elena Wassen belegten mit 257,94 Punkten im Vorkampf Rang 15.
| Platz | Athletin           | Land               | Punkte |
| ----- | ------------------ | ------------------ | ------ |
| 1     | Rhiannan Iffland   | Australien         | 320,70 |
| 2     | Adriana Jiménez    | Mexiko             | 308,90 |
| 3     | Yana Nestsiarava   | Belarus            | 303,95 |
| 4     | Tara Tira          | Vereinigte Staaten | 299,50 |
| 5     | Anna Bader         | Deutschland        | 283,40 |
| 6     | Cesilie Carlton    | Vereinigte Staaten | 270,70 |
| 7     | Helena Merten      | Australien         | 267,35 |
| 8     | Jacqueline Valente | Brasilien          | 253,40 |

 Iris Schmidbauer belegte mit 218,20 Punkten Rang 10.

### Mixed
| Platz | Athlet/-in                          | Land                   | Punkte |
| ----- | ----------------------------------- | ---------------------- | ------ |
| 1     | Li Zheng Wang Han                   | China                  | 323,70 |
| 2     | Grace Reid Tom Daley                | Vereinigtes Königreich | 308,04 |
| 3     | Jennifer Abel François Imbeau-Dulac | Kanada                 | 297,72 |
| 4     | Tina Punzel Lou Massenberg          | Deutschland            | 287,76 |
| 5     | Esther Qin Matthew Carter           | Australien             | 282,00 |
| 6     | Diana Pineda Sebastián Villa        | Kolumbien              | 277,83 |
| 7     | Elena Bertocchi Maicol Verzotto     | Italien                | 277,35 |
| 8     | Michelle Heimberg Jonathan Suckow   | Schweiz                | 273,00 |

| Platz | Athlet/-in                             | Land                   | Punkte |
| ----- | -------------------------------------- | ---------------------- | ------ |
| 1     | Ren Qian Lian Junjie                   | China                  | 352,98 |
| 2     | Lois Toulson Matty Lee                 | Vereinigtes Königreich | 323,28 |
| 3     | Kim Mi-rae Hyon Il-myong               | Nordkorea              | 318,12 |
| 4     | Julija Timoschinina Wiktor Minibajew   | Russland               | 310,08 |
| 5     | Meaghan Benfeito Nathan Zsombor-Murray | Kanada                 | 307,80 |
| 6     | Minami Itahashi Kazuki Murakami        | Japan                  | 307,74 |
| 7     | Melissa Wu Domonic Bedggood            | Australien             | 306,30 |
| 8     | Christina Wassen Florian Fandler       | Deutschland            | 302,46 |

### Team
| Platz | Athlet/-in                             | Land               | Punkte |
| ----- | -------------------------------------- | ------------------ | ------ |
| 1     | Laura Marino Matthieu Rosset           | Frankreich         | 406,40 |
| 2     | Viviana del Ángel Rommel Pacheco       | Mexiko             | 402,35 |
| 3     | Krysta Palmer David Dinsmore           | Vereinigte Staaten | 395,90 |
| 4     | Maria Kurjo Patrick Hausding           | Deutschland        | 379,55 |
| 5     | Mun Yee Leong Ahmad Amsyar Azman       | Malaysia           | 356,75 |
| 6     | Chen Yiwen Qiu Bo                      | China              | 355,15 |
| 7     | Carolina Murillo Urrea Sebastián Villa | Kolumbien          | 354,90 |
| 8     | Maria Betancourt Jesus Liranzo         | Venezuela          | 349,75 |

## Wasserball
| Platz | Athleten | Land         |
| ----- | --- | ------------ |
| 1     | Marko Bijač, Marko Macan, Loren Fatović, Luka Lončar, Maro Joković, Ivan Buljubašić, Ante Vukičević, Andro Bušlje, Sandro Sukno , Ivan Krapić, Anđelo Šetka, Xavier García Gadea, Ivan Marcelić                                                                                    | Kroatien     |
| 2     | Viktor Nagy, Béla Török, Krisztián Manhercz, Gergő Zalánki, Márton Vámos, Norbert Hosnyánszky, Ádám Decker, Miklós Gór-Nagy, Balázs Erdélyi, Dénes Varga , Tamás Mezei, Balázs Hárai, Attila Decker                                                                                | Ungarn       |
| 3     | Gojko Pijetlović, Dušan Mandić, Viktor Rašović, Sava Ranđelović, Miloš Ćuk, Duško Pijetlović, Nemanja Ubović, Milan Aleksić, Nikola Jakšić, Filip Filipović , Andrija Prlainović, Stefan Mitrović, Branislav Mitrović                                                              | Serbien      |
| 4     | Konstantinos Flegkas, Konstantinos Genidounias, Evangelos Delakas, Georgios Dervisis, Ioannis Fountoulis , Marios Kapotsis, Kyriakos Pontikeas, Stylianos Argyropoulos, Konstantinos Mourikis, Christodoulos Kolomvos, Alexandros Gounas, Angelos Vlachopoulos, Emmanouil Zerdevas | Griechenland |
| 5     | Dejan Lazović, Draško Brguljan, Bojan Banicevic, Marko Petković, Darko Brguljan, Aleksandar Radović, Dragan Draskovic, Aleksa Ukropina, Duro Radović, Saša Mišić, Uroš Čučković, Nikola Murišić, Miloš Šćepanović                                                                  | Montenegro   |
| 6     | Stefano Tempesti, Francesco Di Fulvio, Niccolò Gitto, Pietro Figlioli , Nicholas Presciutti, Cristiano Miarchi, Alessandro Nora, Andrea Fondelli, Vincenzo Renzuto Iodice, Michaël Bodegas, Matteo Aicardi, Zeno Bertoli, Goran Volarević                                          | Italien      |
| 7     | Edward Slade, Timothy Putt, George Ford, Joe Kayes, Nathan Power, Lachlan Edwards, Jarrod Gilchrist, Aaron Younger , Andrew Ford, James Fannon, Lachlan Hollis, Nicholas Brook, Anthony Hrysanthos                                                                                 | Australien   |
| 8     | Kirill Kornejew, Nikolai Lasarew, Jegor Wassiljew, Nikita Derewjankin, Alexei Bugaitschuk, Artjom Arschajew, Daniil Merkulow, Iwan Nagajew, Iwan Sutschkow, Dmitri Cholod, Sergei Lissunow , Roman Schepelew, Witali Stazenko                                                      | Russland     |

Spiel um Platz 3 (29. Juli 2017): Griechenland : Serbien (8:11)
Spiel um Platz 5 (29. Juli 2017): Montenegro : Italien (5:4)
Spiel um Platz 7 (29. Juli 2017): Russland : Australien (7:10)
| Platz | Athletinnen | Land               |
| ----- | --- | ------------------ |
| 1     | Gabrielle Stone, Madeline Musselman, Melissa Seidemann, Rachel Fattal, Paige Hauschild, Margaret Steffens , Jordan Raney, Kiley Neushul, Aria Fischer, Jamie Neushul, Makenzie Fischer, Alys Williams, Amanda Longan                                                                   | Vereinigte Staaten |
| 2     | Laura Ester Ramos, Marta Bach Pascual, Anna Espar Llaquet, Beatriz Ortíz Muñoz, Matilde Ortíz Reyes, Helena Lloret Goméz, Clara Espar Llaquet, Maria del Pilar Peña Carrasco , Judith Forca Aríza, Paula Crespi Barríga, Anna Gual Rovirosa, Paula Leitón Arronés, Sandra Domene Pérez | Spanien            |
| 3     | Anna Ustjuchina, Weronika Wachitowa, Jekaterina Prokofjewa , Elwina Karimowa, Marija Borissowa, Olga Gorbunowa, Alena Serschantowa, Anastassija Simanowitsch, Anna Timofejewa, Tatjana Tolkunowa, Jewgenija Iwanowa, Darja Ryschkowa, Anna Karnauch                                    | Russland           |
| 4     | Jessica Gaudreault, Krystina Alogbo , Axelle Crevier, Emma Wright, Monika Eggens, Kyra Christmas, Joëlle Békhazi, Élyse Lemay-Lavoie, Hayley McKelvey, Christine Robinson, Kelly McKee, Shae Fournier, Ymane Hage                                                                      | Kanada             |
| 5     | Edina Gangl, Dóra Czigány, Dóra Antal, Gréta Gurisatti, Gabriella Szűcs, Orsolya Takács, Anna Illés, Rita Keszthelyi , Ildikó Tóth, Barbara Bujka, Dóra Csabai, Dorottya Szilágyi, Orsolya Kasó                                                                                        | Ungarn             |
| 6     | Giulia Gorlero, Chiara Tabani, Arianna Garibotti, Elisa Queirolo , Federica Radicchi, Rosaria Aiello, Domitilla Picozzi, Roberta Bianconi, Giulia Emmolo, Valeria Palmieri, Aleksandra Cotti, Sara Dario, Federica Lavi                                                                | Italien            |
| 7     | Eleni Kouvdou, Christina Tsoukala, Vasiliki Diamantopoulou, Nikoleta Eleftheriadou, Margarita Plevritou, Alkisti Avramidou, Alexandra Asimaki , Ioanna Chydirioti, Christina Kotsia, Triantafyllia Manolioudaki, Eleftheria Plevritou, Eleni Xenaki, Chrysoula Diamantopoulou          | Griechenland       |
| 8     | Lea Yanitsas, Keesja Gofers, Hannah Buckling, Bronte Halligan, Isobel Bishop, Amy Ridge, Rowie Webster , Jessica Zimmerman, Zoe Arancini, Lena Mihailovic, Morgan Baxter, Madeleine Steere, Lilian Hedges                                                                              | Australien         |

Spiel um Platz 3 (28. Juli 2017): Russland : Kanada (11:9)
Spiel um Platz 5 (28. Juli 2017): Italien : Ungarn (8:10)
Spiel um Platz 7 (28. Juli 2017): Australien : Griechenland (6:8)

## Organisation

### Maskottchen und Logo
Die beiden offiziellen Maskottchen der 17. FINA-Schwimm-WM 2017 heißen Lili und Lali. Sie symbolisieren die Wasserlilie, die in Ungarn heimisch ist. Weiterhin sind Lili und Lali in Ungarn übliche Kosenamen. Die Maskottchen wurden von Tibor Tatai entworfen.
Auch im Logo ist die Wasserlilie zu erkennen. Es wurde von Ferenc Hetsch, Student des Budapester KREA Contemporary Arts Institute, als Abschlussarbeit entworfen und von seinen Lehrern László Ördögh, László Herbszt und Bódog Darázs betreut. Dabei hat er sich von Wasser und ungarischen volkstümlichen Motiven und Farben inspirieren lassen. Die Umsetzung im Zusammenspiel mit den FINA-Richtlinien wurde von Graphasel Design-Studio übernommen, das László Ördögh leitet.
Das Logo und Farbschema der Weltmeisterschaften besteht aus blauen Farbtönen. Konträr dazu das Logo und Farbschema der danach stattfindenden Masters-Weltmeisterschaften, das in orangen Farbtönen gehalten war, wobei sich das Masters-Logo auch in der Gestalt in Details unterschied.

### Titel-Song
Der Song We are the Water von Pályamű war der offizielle Titel-Song der Veranstaltung.

### TV-Kameras
Für die Übertragung der Fernsehbilder wurde eine große Anzahl von Kameras aufgebaut. Das International Broadcast Center befand sich östlich von der Duna Arena auf einem Gelände von 2.900 m² mit 10.000 m² Nutzfläche:
- Schwimmen (Duna Arena): 26 Kameras
- Springen (Duna Arena): 17 Kameras
- Synchronschwimmen (Stadtwäldchen): 16 Kameras
- Wasserball (Alfred National Sport Komplex): 17 Kameras
- Freiwasser (Plattensee): 15 Kameras
- Klippenspringen (Donau-Ufer): 14 Kameras